# Moedas da Dinastia Qing

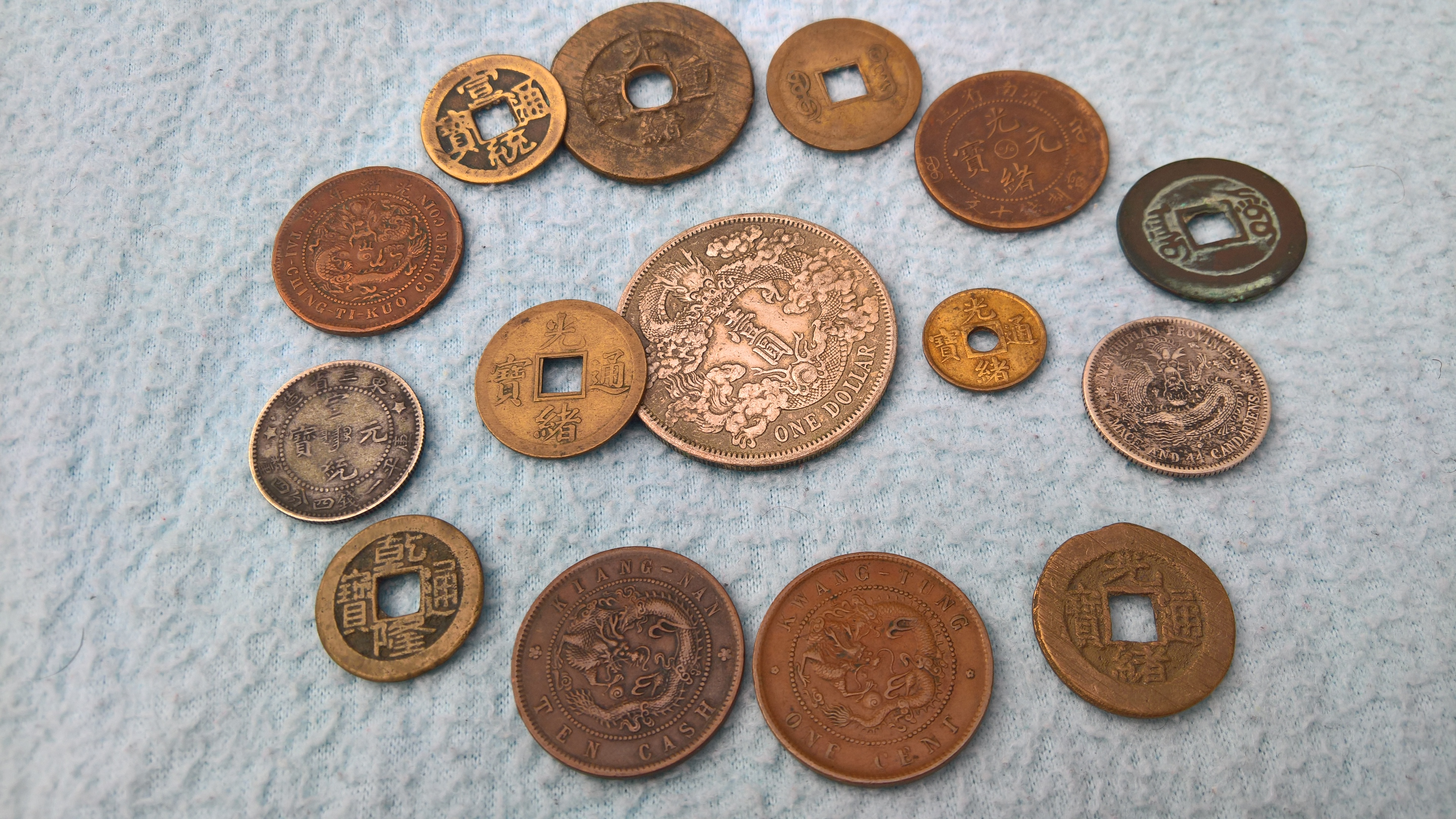
Várias moedas do final da dinastia Qing produzidas pelos imperadores Qianlong, Guangxu e Xuantong.

As moedas da Dinastia Qing (chinês tradicional: 清朝貨幣, chinês simplificado: 清朝货币, pinyin: Qīngcháo Huòbì; Manchu: ᡩᠠᡳᠴᡳᠩ
ᠵᡳᡴᠠ; Möllendorff: Daicing jiha) foram baseadas em um padrão bimetálico de cunhagem de cobre e prata. A dinastia Qing liderada pelos Manchus foi proclamada em 1636 e governou a China de 1644 até ser derrubada pela Revolução Xinhai em 1912.   A dinastia Qing viu a transformação de um sistema monetário tradicional baseado em moedas de fundição em um sistema monetário moderno com moedas cunhadas à máquina, enquanto os antigos lingotes de prata tradicionais seriam lentamente substituídos por moedas de prata baseadas nas do peso mexicano.   Após a abolição da dinastia Qing, sua moeda foi substituída pelo yuan chinês da República da China.

## Moedas da Dinastia Jin Posterior (1616–1636)
Antes do estabelecimento da dinastia Qing, o clã Aisin Gioro estabeleceu a dinastia Jin Posterior, nomeada em homenagem à dinastia Jin do clã Wanyan.  Nurhachi uniu as muitas tribos dos Jurchéns, Jianzhou e Haixi sob a liderança do clã Aisin Gioro,  e mais tarde ordenou a criação da escrita Manchu baseada na escrita vertical mongol.   Em 1636, Huang-Taiji renomeou o reino como "Grande Qing",  e o povo Jurchén como povo Manchu, ao mesmo tempo que adoptou políticas que promoviam a inclusão étnica.  
Em 1616, a Dinastia Jin Posterior começou a produzir suas próprias moedas; as moedas emitidas sob Nurhachi eram escritas em uma versão mais antiga da escrita manchu, sem nenhum sinal diacrítico, e geralmente maiores do que as moedas da Jin Posterior com inscrições chinesas. Sob o governo de Huang-Taiji, essas moedas traziam a lenda de que tinham um peso nominal de 10 qián (ou 1 tael), modelado a partir das moedas contemporâneas da dinastia Ming, mas que na realidade pesavam menos.
As seguintes moedas foram emitidas pela Dinastia Jin Posterior: 
| Inscrição                     | Escrita latina          | Denominações | Produção  | Imagem | Cã                |
| ----------------------------- | ----------------------- | ------------ | --------- | ------ | ----------------- |
| Manchu:ᠠᠪᡴᠠᡳ ᡶᡠᠯᡳᠩᡤᠠ ᡥᠠᠨ ᠵᡳᡴᠠ | Abkai fulingga han jiha | 1 wén        | 1616–1626 |        | Abkai fulingga Cã |
| 天命通寳                      | Tiān Mìng Tōng Bǎo      | 1 wén        | 1616–1626 |        | Abkai fulingga Cã |
| Manchu: ᠰᡠᡵᡝ ᡥᠠᠨ ᠨᡳ ᠵᡳᡴᠠ      | Sure han ni jiha        | 10 wén       | 1627–1643 |        | Sure Cã           |

## História
Em 1644, a dinastia Qing capturou Pequim da dinastia Shun,  e então marchou para o sul capturando as forças leais aos Ming.  Uma das primeiras políticas monetárias que eles promulgaram foi aceitar moedas da dinastia Ming por apenas metade do valor das moedas da dinastia Qing, por isso as moedas da era Ming foram retiradas de circulação para serem fundidas nas moedas da dinastia Qing, é por isso que nos tempos modernos até as moedas da dinastia Sung são mais comuns do que as da dinastia Ming mais recente. 

### Início

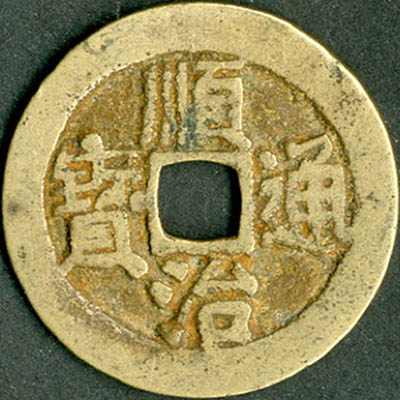
Uma moeda Shùn Zhì Tōng Bǎo (順治通寶), a primeira série de moedas da dinastia Qing cunhadas fora da Manchúria.

No início, o governo Qing fixou a taxa de câmbio entre bronze e prata em 1 wén de bronze por lí (釐, ou 厘) de prata, e 1000 lí de prata seriam 1 tael (两), portanto, uma sequência de 1000 moedas de bronze em dinheiro equivalia a um único tael de prata. 
O Imperador Shunzhi criou o Ministério da Receita e o Ministério das Obras Públicas em Pequim para supervisionar a fundição de moedas de bronze,  esses ministérios produziam 400.000 cordas de moedas anualmente.  Mais tarde, o Imperador Shunzhi ordenou que as guarnições militares começassem a cunhar suas próprias moedas e, embora o peso oficial das moedas tenha sido inicialmente definido em 1 qián, em 1645 ele aumentou para 1,2 qián e, em 1651, passou a ser 1,25 qián . Em 1660, foi dada a ordem para reabrir as casas da moeda provinciais e fazê-las lançar seus nomes de casas da moeda em escrita manchu.  A liga de cobre padrão era 60% cobre e 40% chumbo e/ou zinco, mas diversas condições de mercado ditaram qual seria a composição de fato.  Esta composição oficial foi alterada oficialmente ao longo do tempo, inicialmente era na proporção de 3:2 (3 partes de cobre para 2 partes de chumbo e zinco). 
As moedas produzidas sob o Imperador Shunzhi foram modeladas a partir das moedas Kai Yuan Tong Bao da  dinastia Tang, bem como das moedas do início da dinastia Ming, e têm uma marca da casa da moeda chinesa em seus reversos. Elas foram produzidas de 1644 a 1661, embora essas moedas tivessem uma grande variedade de marcas da casa da moeda de várias províncias de toda a China, de 1644 a 1645 também havia moedas Shùn Zhì Tōng Bǎo (順|治通寶) sendo fundidas com reversos em branco. 

### Era Yongzheng
Sob o Imperador Yongzheng, várias medidas foram tomadas para garantir um vasto suprimento de moedas, embora o peso tenha aumentado para 1,4 qián por wén, o teor de cobre foi reduzido de 60% para 50% em 1727. Em 1726, o Ministério da Receita foi dividido em 4 agências, cada uma com o nome de uma direção do vento, e em 1728 todas as casas da moeda provinciais foram obrigadas a abrir novamente, já que apenas a casa da moeda de Yunnan estava operando antes dessa ordem, e finalmente em 1728 a casa da moeda do Ministério de Obras Públicas foi dividida em uma "nova casa da moeda do Ministério de Obras Públicas" e uma "antiga casa da moeda do Ministério de Obras Públicas". Embora em 1733 o governo Qing tenha percebido que os custos de fabricação de moedas padrão com um peso de 1,4 qián eram muito altos, eles os reduziram para 1,2 qián. 
Em 1725, a província de Yunnan tinha 47 fornos em operação. Em 1726, o governador de Yunnan, Ortai, tornou a indústria de cunhagem de moedas da província mais lucrativa ao implementar novos sistemas para fundição regular e suplementar, bem como para fundição de sucata, garantindo que apenas moedas fundidas regulares arcassem com os custos totais de produção. Ele também fechou casas da moeda na província com menor eficiência de produção e começou a exportar moedas de Yunnan para outras províncias. Este sistema provou ser tão bem-sucedido que outras províncias começaram a adoptar estas reformas. 

### Era Jiaqing
Sob o Imperador Jiaqing, a população chinesa atingiu 300.000.000, o que era o dobro de apenas um século antes, a fome assolou a terra, o governo era corrupto e hordas de organizações secretas anti-manchu surgiram em todos os lugares, a estabilidade não retornaria até 1803, mas isso teve custos tremendamente altos.  O governo Qing começou a aumentar as cotas para a produção de moedas de cobre, ao mesmo tempo que alterava constantemente o conteúdo padrão das ligas, começando com 60% de cobre e 40% de zinco em 1796 para 54% de cobre, 43% de zinco e 3% de chumbo pouco tempo depois.  A corrupção assolou as casas da moeda provinciais e a taxa de câmbio entre dinheiro e taéis aumentou de 900 wéns por 1 tael de prata para 1200 wéns por um único tael, o que também se deveu a uma grande saída de prata para comerciantes europeus e americanos, o que pressionou o sistema monetário chinês.  Sob o Imperador Jiaqing, foi estabelecida uma cota anual de 2.586.000 fios de moedas para produção, mas na realidade esse número raramente foi atingido. 

### Era Daoguang
Sob o Imperador Daoguang, as reservas de prata da China estavam se esgotando devido ao comércio de ópio com outros países e, como as moedas chinesas eram baseadas no padrão prata, isso acabou levando à degradação das moedas da era Qing sob Daoguang porque os custos de produção de moedas de cobre fundido eram mais altos em cerca de um terço do que o valor nominal das próprias moedas fundidas. Em 1845, 2.000 wéns eram necessários para um único tael de prata.  As moedas produzidas sob o Imperador Daoguang tendem a ser diminutas em comparação com as moedas anteriores da dinastia Qing por esse motivo.  
Sob o Imperador Daoguang, uma nova casa da moeda foi estabelecida em Kucha, na província de Xinjiang, com moedas cunhadas ali com a marca "庫", bem como moedas com a inscrição no verso "新" para circular dentro da província acima mencionada, que ficava longe da China propriamente dita. 
Lin Hse Tsu sugeriu no ano de 1833 a criação de uma série de moedas de dinheiro Daoguang Tongbao (道光通寶) com um peso de 0,5 tael, e que duas dessas moedas de dinheiro seriam trocáveis por um tael de prata.  Mas esta proposta não foi adoptada. 

### Era Tongzhi
Durante o primeiro ano do Imperador Tongzhi, ele recebeu o nome de reinado de "Qixiang" (祺祥), embora algumas moedas com esta inscrição tenham sido cunhadas, elas nunca foram colocadas em circulação. Enquanto o título de reinado "Qixiang", os 10 wén Daqian continuaram a ser produzidos, por um breve período de tempo foram produzidos Daqian com a inscrição Qixiang Zhongbao (祺祥重寶).  Como o nome da era Qixiang não foi usado por muito tempo, moedas com essa data foram cunhadas por um período tão curto que apenas um pequeno número de casas da moeda do governo produziu moedas com essa inscrição. Essas casas da moeda incluíam a Casa da Moeda do Ministério de Obras Públicas (寶源), a Casa da Moeda do Ministério da Receita (寶泉), a Casa da Moeda de Yunnan (寶雲), a Casa da Moeda de Gansu (寶鞏) e a Casa da Moeda de Suzhou (寶蘇).
A mãe de Tongzhi, a imperatriz viúva Cixi, mudou o nome do seu reinado para Tongzhi em 1862.  O reinado de Tongzhi viu o fim da rebelião de Taiping e o início de uma grande revolta muçulmana em Xinjiang.  A era também viu o surgimento do Movimento de Autofortalecimento, que queria adoptar ideias ocidentais na prática na China, incluindo a reforma do sistema monetário. 
As moedas produzidas sob o Imperador Tongzhi permaneceram de qualidade inferior, com a moeda de 10 wén sendo reduzida de 4,4 para 3,2 qián em 1867.  A escassez de cobre continuou e a fundição ilegal se tornaria um problema ainda maior, já que as casas da moeda provinciais permaneceram fechadas ou pouco produtivas. As primeiras moedas cunhadas à máquina também foram produzidas sob o imperador Tongzhi em Paris, a pedido do governador Zuo Zongtang em 1866, mas o governo Qing recusou-se a introduzir a cunhagem feita à máquina. 

### Modernização sob o Imperador Guangxu

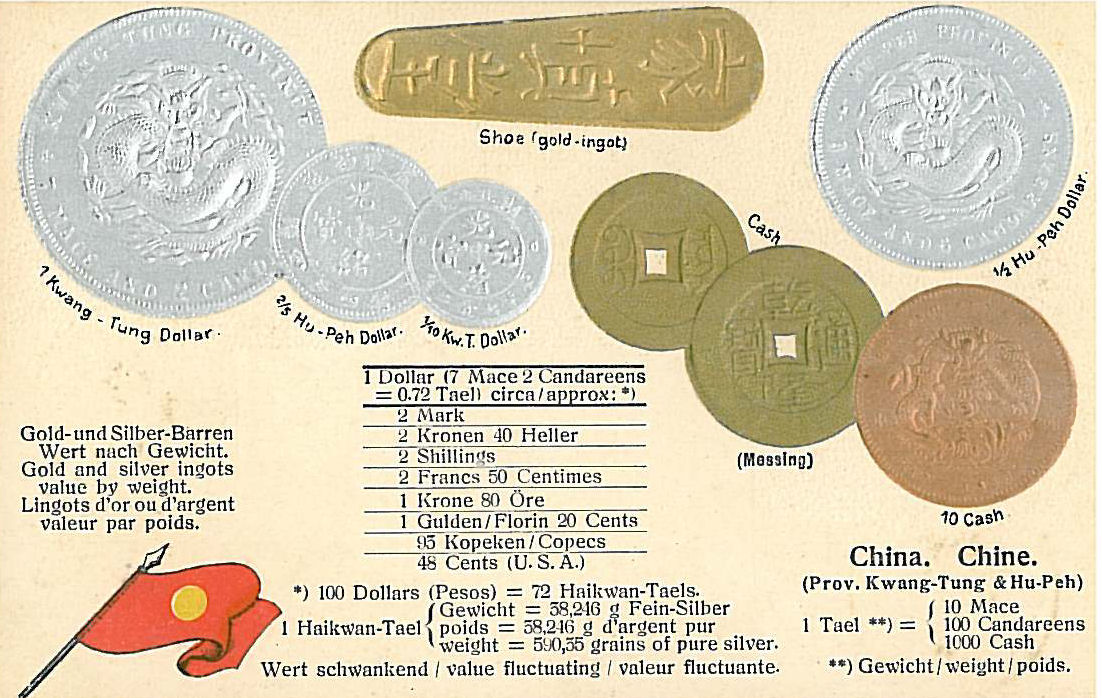
Um cartão postal de 1900 mostrando as moedas chinesas da era Guangxu em circulação na época.

Sob o imperador Guangxu, várias tentativas de reformar o sistema monetário da dinastia Qing foram implementadas. Moedas de cobre feitas à máquina, sem furos quadrados, foram introduzidas em Guangdong em 1899,  e em 1906, 15 casas da moeda operadas à máquina operavam em 12 províncias. A introdução dessas moedas cunhadas à máquina marcou o início do fim da fundição de moedas na China. Em 1895, a Guangzhou Machine Mint tinha 90 prensas, tornando-se a maior casa da moeda do mundo, seguida pela British Royal Mint, com apenas 16 prensas.
Muitas províncias ainda eram lentas na adoção de máquinas de cunhagem, muitas vezes devido aos altos custos associados a elas; a máquina de cunhagem de Tianjin custava 27.000 taéis de prata, mas o custo de fabricação de uma única fileira de moedas de 1 qián cunhadas por máquina era mais do que o dobro do seu valor nominal, forçando a casa da moeda de Tianjin a comprar mais fornos até que finalmente teve que fechar em 1900. 
O reinado de Guangxu viu a recuperação de Xinjiang e a presunção de cunhar moeda vermelha lá, enquanto especialistas japoneses revitalizaram a indústria de mineração de cobre em Yunnan e muitas novas veias de cobre foram descobertas, dando ao governo mais recursos para lançar (e mais tarde cunhar) moedas novamente. 
As novas moedas geralmente traziam a inscrição Guāng Xù Yuán Bǎo (光緒元寶) com a imagem de um dragão e apresentavam inscrições em inglês, chinês e manchu. Além disso, essas moedas tendiam a ter sua relação com as moedas mais antigas da China (na maioria das vezes com moedas de dinheiro) na parte inferior, ou seu valor em relação às moedas de prata, e as palavras manchus indicavam o local de cunhagem.  Enquanto isso, as moedas tradicionais de 10 wén foram descontinuadas quando a produção dessas moedas mais modernas começou. 
Em 1906, a Casa da Moeda Geral do Ministério do Interior e das Finanças em Tianjin começou a emitir uma nova moeda de cobre chamada Grande Moeda de Cobre Qing (大清銅幣), que, como as moedas Guāng Xù Yuán Bǎo, apresentava a imagem de um dragão chinês e tinha inscrições em inglês, chinês e manchu com a inscrição em inglês dizendo "Tai-Ching-Ti-Kuo Copper Coin" em Wade-Giles, moedas cunhadas sob o Imperador Guangxu apresentavam a inscrição dos caracteres chineses Guāng Xù Nián Zào (光緒年造).  Essas moedas foram cunhadas em denominações de 2 wén, 5 wén, 10 wén e 20 wén e logo seriam emitidas por várias casas da moeda nas províncias chinesas.  Estas moedas foram emitidas primeiramente pelo Ministério do Interior e posteriormente pelo Ministério das Receitas e Despesas. 

### Cunhagem sob o Imperador Xuantong

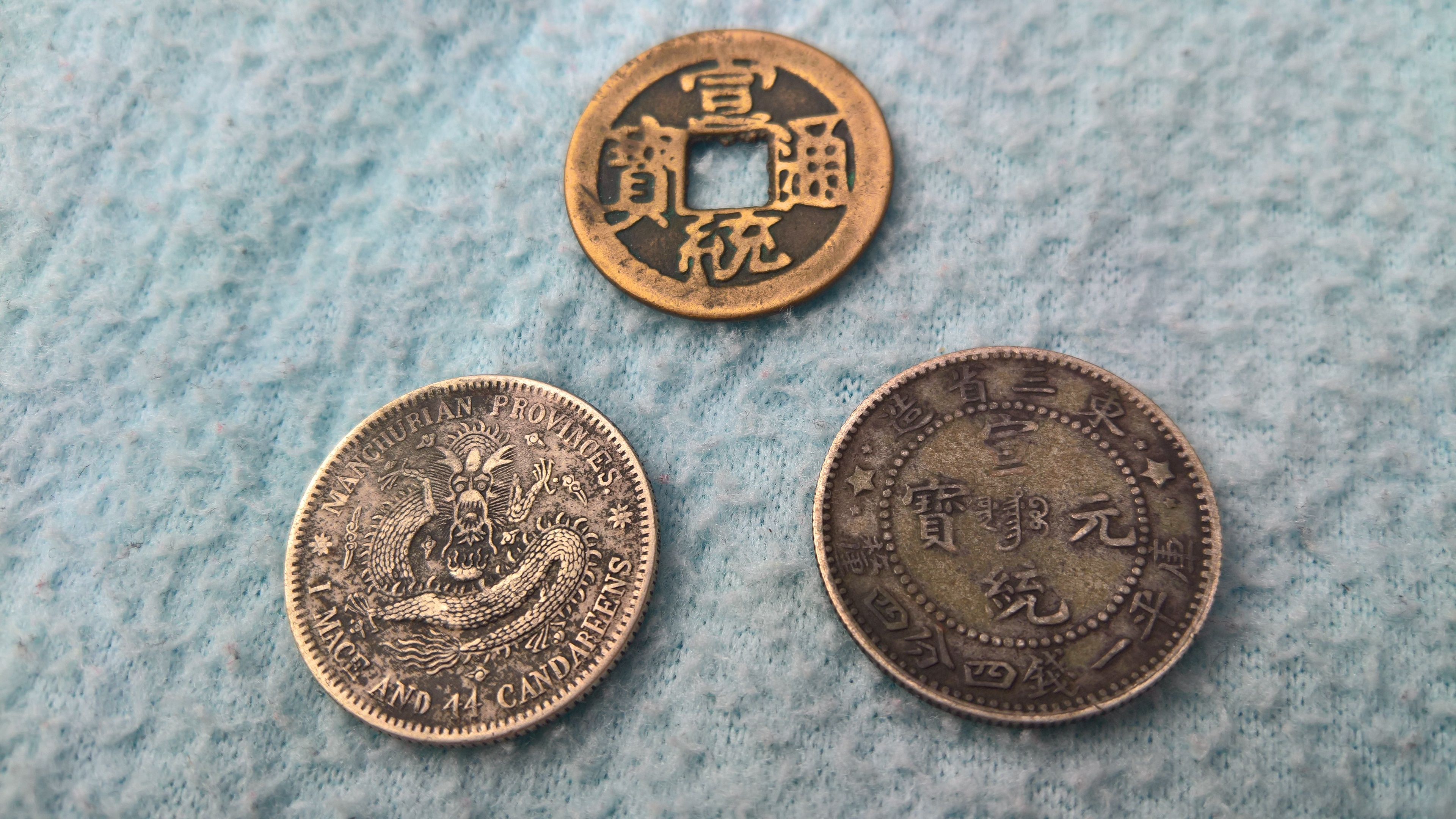
Moedas de latão e prata emitidas pelo Imperador Xuantong.

Sob o Imperador Xuantong, tanto as moedas tradicionais de cobre quanto as modernas moedas cunhadas à máquina continuaram a ser cunhadas simultaneamente, embora apenas o Ministério da Receita em Pequim e algumas casas da moeda provinciais continuassem a cunhar moedas tradicionais, já que a maioria das casas da moeda havia começado a produzir exclusivamente moedas usinadas, e Kucha era a única casa da moeda ainda operando em Xinjiang, fundindo "dinheiro vermelho" sob o Imperador Xuantong.  Sob o Imperador Xuantong, duas das casas da moeda operadas pelo governo central de Pequim fechariam.  Em 1910, novas moedas feitas à máquina foram emitidas. 
As novas denominações introduzidas em 1910 incluem: 
| Denominação (em chinês tradicional) | Denominação |
| ----------------------------------- | ----------- |
| 一厘                                | 1 lí        |
| 五厘                                | 5 lí        |
| 一分                                | 1 fēn       |
| 二分                                | 2 fēn       |
| 壹圓                                | 1 yuán      |

Essas denominações não foram produzidas em grande número, pois a dinastia Qing seria derrubada pela revolução Xinhai apenas um ano depois.  No final da dinastia Qing, as tentativas do governo de modernizar o sistema monetário falharam e as moedas usinadas circularam junto com as moedas tradicionais, situação que continuaria sob a República da China. 

## Moedas de cobre
Durante o período da dinastia Qing, o sistema monetário chinês era um sistema bimetálico onde circulavam simultaneamente moedas de liga de cobre e prata.  A moeda de liga de cobre durante a maior parte do período da dinastia Qing consistia apenas em moedas de dinheiro com uma denominação de 1 wén, que podiam ser amarradas em sequências de 1.000 moedas de dinheiro para pagamentos maiores.  Embora as cordas consistissem oficialmente em 1.000 moedas de dinheiro, normalmente elas conteriam apenas cerca de 980 moedas de dinheiro de liga de cobre.  
Uma moeda padrão de liga de cobre no século XVIII pesava 0,12 tael, contendo entre 50% e 70% de cobre puro e outros metais em sua liga, como zinco e chumbo. 
A cunhagem de cobre da dinastia Qing foi oficialmente fixada em uma taxa de câmbio de 1000 wéns (ou moedas correntes) por um tael de prata. No entanto, a taxa de mercado real frequentemente mudava de 700 wéns por 1 tael de prata para até 1200 wéns por um único tael de prata durante o século XIX. As taxas de câmbio reais dependiam de uma variedade de fatores, como a quantidade de moedas no mercado e a qualidade de cada moeda. A maior parte das moedas fundidas pelo governo entrava no mercado através dos soldados.  
Como todas as moedas de liga de cobre da dinastia Qing tinham formas e pesos uniformes, a denominação das moedas não era escrita em lugar nenhum nas próprias moedas, porque durante a maior parte de sua história, uma moeda sempre foi avaliada em 1 wén e os pagamentos eram processados pela contagem do número de moedas. 
O governo da dinastia Qing monopolizou a produção de moedas de liga de cobre, que constituíam menos de 20% do dinheiro total que circulava na China na época, bem como a mineração de cobre, enquanto o governo permitia que o mercado determinasse o preço da prata. 
Como a fundição é um processo muito simples, muitas casas da moeda privadas (ilegais) começaram a produzir moedas falsas conhecidas como Sīzhùqián (私鑄錢), porque as casas da moeda do governo muitas vezes não conseguiam atender à demanda do mercado por dinheiro, já que quase não havia diferença de qualidade entre moedas "reais" ou Zhìqián (制錢) e "falsas", as sizhuqian eram amplamente aceitas pela população em geral como meio de pagamento.  Embora a troca tenha permanecido comum durante a maior parte da era Qing, em meados do século XIX o mercado chinês evoluiu para ser altamente monetizado.  Devido à inflação causada por várias crises militares sob o Imperador Xianfeng, novas moedas de valor maior foram emitidas, moedas de 4 wén e superiores sendo chamadas de Dàqián (大錢). 
As moedas produzidas pelas duas casas da moeda imperiais localizadas em Pequim e pelas casas da moeda provinciais e regionais geralmente cumpriam funções diferentes.  As casas da moeda locais produziam principalmente moedas para o pagamento dos salários dos vassalos e dos salários dos trabalhadores em projetos de construção do governo.  As casas da moeda imperiais (conhecidas como Casa da Moeda de Baoyuan e Casa da Moeda de Baoquan) situadas na capital Pequim foram as duas mais importantes em operação durante o período da dinastia Qing:  a sua produção de moedas de liga de cobre sustentou as exigências do mercado, não só em Pequim, mas também na parte do norte da China situada perto da capital. 
A cunhagem de moedas de liga de cobre foi descentralizada devido ao custo de transação muito alto de movimentação de grandes quantidades de moedas metálicas (e especialmente moedas pesadas de liga de cobre que tendiam a ter valores pequenos).  Por vezes, a produção de moedas de cobre nas casas da moeda provinciais era suspensa, mas a cunhagem nas casas da moeda imperiais em Pequim era sempre assegurada pelo governo Qing. 
No final da dinastia Qing, ficou claro que carregar cordões de moedas era inconveniente em comparação às moedas modernas. Em 1900, 8 xelins foram convertidos em 32,6587 quilos de moedas de cobre e observou-se que se um dos fios de palha que seguravam as moedas se rompesse, custaria mais para retirá-las a tempo do que o valor recuperado delas. Este foi um dos muitos factores diferentes que levaram o povo chinês a aceitar mais prontamente a modernização da moeda.   
Ao comparar o sistema monetário chinês contemporâneo do período da dinastia Qing com o da Europa medieval, verifica-se que, em ambos os casos, a escassez crónica de moedas de baixo valor parece ser mais um aspecto da teoria económica do que da história real, uma vez que o fosso que surge entre o valor da moeda com curso legal (ou nominal) e o valor metálico intrínseco será sempre seguido de falsificação ou de fusão da moeda.      

### Poder de compra das moedas
Na época em que Wu Jingzi escreveu the Scholars, no século XVIII, 3 wéns podiam comprar um pãozinho cozido no vapor, 4 wéns podiam comprar comida escolar, 16 wéns eram suficientes para uma tigela de macarrão e a mensalidade anual da escola podia ser coberta por 2.400 wéns, mas devido à inflação, o poder de compra das moedas de dinheiro diminuiria no século seguinte. 
| Período   | Quantidade de arroz para 1000 wén (ou 1 sequência de moedas de dinheiro) |
| --------- | ------------------------------------------------------------------------ |
| 1651–1660 | 99,6kg                                                                   |
| 1681–1690 | 136kg                                                                    |
| 1721–1730 | 116kg                                                                    |
| 1781–1790 | 57,3kg                                                                   |
| 1811–1820 | 25.2kg                                                                   |
| 1841–1850 | 21.6kg                                                                   |

### Efeitos da desvalorização global da prata
Tradicionalmente, os estudiosos da história monetária da dinastia Qing, e do Extremo Oriente como um todo, têm frequentemente debatido se a entrada ou saída de prata conduz a um boom económico ou a uma depressão económica.    
Os defensores do sistema bimetálico clássico sugeririam que ter dois metais amorteceria os choques resultantes da escassez de qualquer um dos metais usados na economia para fazer transações e, portanto, estabilizaria o sistema monetário.  Além do movimento e do fluxo da prata física, o preço da prata também teve um efeito no comércio e na economia em geral.  Teoricamente, a "prata barata" (um termo usado para denotar o preço relativamente baixo da prata no mercado internacional) pode ser tomada em um sistema bimetálico ou em um sistema padrão prata como uma desvalorização monetária repentina e exógena, e isso indicaria termos de troca favoráveis para os países do padrão prata, pois a desvalorização da prata encorajaria as exportações, pois o preço dos bens seria reduzido, tornando mais favorável para os comerciantes estrangeiros comprarem esses bens.    A situação económica e monetária da dinastia Qing a partir da década de 1870 parecem contradizer esta hipótese.  Durante a década de 1870, muitos países ao redor do mundo substituíram o padrão prata pelo padrão ouro, fazendo com que as antigas moedas de prata fossem desmonetizadas, reduzindo o preço da prata em escala global.  A desmonetização da prata em muitos países não só levou a uma queda no preço da prata, mas também aumentou a volatilidade do seu preço, a taxa de câmbio instável também compensou alguns dos benefícios da depreciação da prata.  Os novos depósitos de prata descobertos nas Montanhas Rochosas nos Estados Unidos e Canadá também contribuíram para a queda do preço.  Países como o Japão, o Vietnã e a Índia Britânica beneficiaram todos desta redução de preços, mas a China Qing não usufruiu dos benefícios tanto quanto outros países.   Na verdade, a dinastia Qing, embora desfrutasse de maiores exportações, começou a importar mais durante este período, o que levou a um défice comercial.  Somente em Chongqing, o valor das mercadorias estrangeiras caiu em mais de Hk. Tls 1.250.000 em apenas um período de tempo devido à desvalorização global da prata. 
Durante este período, o preço geral das exportações chinesas aumentaria devido à volatilidade do preço da prata em comparação com o ouro e o cobre, e estes preços aumentados compensariam ainda mais o benefício da depreciação do preço mais barato da prata.   Durante este período, a maioria das exportações chinesas eram, na verdade, produtos rurais cujos preços eram cotados em moedas de liga de cobre; os preços desses bens eram então convertidos em prata no ponto em que seriam exportados para outros países.   A desvalorização da prata significava que a taxa de câmbio mais barata entre as moedas de prata e as moedas de liga de cobre tornaria essas exportações mais caras, apesar dos preços rurais permanecerem relativamente estáveis.  A diminuição repentina e permanente do preço global da prata desestabilizou grandemente a relação de preços entre o cobre e a prata na China, que era a base do seu sistema bimetálico e, portanto, esta depreciação desafiou todo o sistema monetário da dinastia Qing e o levaria a ser drasticamente alterado. 
Durante este período, o interior rural chinês começou a desenvolver mais culturas comerciais para exportação, à medida que mais portos de tratados foram forçados a abrir e, embora anteriormente fossem as regiões costeiras que tinham uma economia mais orientada para a exportação, o interior chinês começou a concentrar-se mais na exportação.  Tradicionalmente, os agricultores chineses vendiam os seus produtos a intermediários que depois os vendiam nos portos do tratado, mas a "prata barata" tornou mais caro para os intermediários comprarem esses bens e os agricultores teriam menos probabilidades de aceitar prata pelos seus produtos quanto mais distantes estivessem das cidades comerciais ou das instalações financeiras bem desenvolvidas.  A taxa de câmbio mais elevada entre as moedas de prata e as moedas de liga de cobre, favorecendo estas últimas, causou deflação e tornou o negócio dos intermediários menos rentável. 
O governo também cunhou menos moedas de liga de cobre durante este período devido ao alto custo de cunhagem, o que contribuiu ainda mais para a escassez de moedas de liga de cobre na economia chinesa.  Embora o impacto comercial da "prata barata" global tenha sido largamente confinado às áreas costeiras, o impacto monetário da "prata barata" foi sentido em todo o país.    Uma queda no preço da prata agravou ainda mais a escassez de moedas de liga de cobre: as casas da moeda imperiais em Pequim suspenderam então a produção de moedas de liga de cobre devido ao aumento do custo de produção;  e o dinheiro existente como "dinheiro subvalorizado" (lei de Gresham) foi então derretido pelo seu valor intrínseco. Além disso, o fornecimento de moedas em espécie foi uma decisão centralizada que também foi implementada pelos governos regionais em toda a China.  Devido a estes factores, os chineses não conseguiram aproveitar a oportunidade de aumentar as suas exportações devido à “prata barata” como o Japão, a Índia e o Vietnã tinham. 
Na verdade, em vez de ser uma oportunidade para a China, a “prata barata” apresentou-se como um desafio para a China, especialmente para o sistema monetário bimetálico chinês.  Apesar do grande fluxo de prata para os portos e centros urbanos do tratado em toda a China, a vasta população rural chinesa estava agora a sofrer com a escassez de moedas de liga de cobre.  Somente quando a moeda de cobre chinesa foi adequadamente depreciada é que os benefícios comerciais apresentados pela "prata barata" puderam ser concretizados e beneficiar a economia da dinastia Qing.  Isto só poderia ser alcançado desvalorizando novamente a moeda de cobre. 

### Escassez de moedas de liga de cobre
Devido à prevalência da "prata barata" (uma enorme diminuição do preço global da prata), a economia da China, baseada em moedas de liga de cobre, sofreu deflação, o que desencorajou a exportação de produtos chineses.  O comércio internacional foi ainda mais desencorajado devido à escassez de moedas de liga de cobre na China rural durante o final do século XIX.  Esta escassez não só desencorajou o comércio internacional, mas também as trocas de longa distância dentro da China, devido à pressão deflacionária.  Além disso, esta escassez de moedas de liga de cobre de pequena denominação na China estava a ter um impacto negativo nas transacções diárias, especialmente nas áreas rurais do interior, onde não se faziam quaisquer negócios com prata e a população local tinha uma procura inelástica por estas moedas.  Os trabalhadores rurais chineses tendiam a receber os seus salários apenas em moedas de liga de cobre e pagavam os seus impostos em prata, utilizando as taxas de câmbio oficiais estabelecidas pelo governo entre as duas moedas metálicas.  Quando a escassez começou a causar deflação, os trabalhadores rurais passaram a receber salários mais baixos, mas o governo manteve uma taxa de câmbio relativamente alta entre as duas moedas. 
De acordo com relatórios publicados pelos governadores provinciais no ano de 1896, a taxa de câmbio oficial entre moedas de liga de cobre e prata era de 2200 wéns por apenas 1 tael de prata;  enquanto na época um tael de prata era negociado no mercado privado por 1600 wéns a 1700 wéns. 

"Uma dificuldade real que o governo tem de enfrentar é a escassez de dinheiro em cobre – uma dificuldade que provavelmente aumentará, uma vez que o valor intrínseco do dinheiro como metal é na verdade maior do que o da prata pela qual actualmente são trocados. O dinheiro de cobre que pode ser adquirido por um tael de prata custa ao Governo pelo metal (cobre e zinco) não menos do que Tls. 1.354, que não inclui o custo de cunhagem. Esta condição não só restringiu a cunhagem, mas resultou num grave desaparecimento das moedas, devido ao derretimento por causa do cobre. O número de dinheiro trocado por um tael em Xangai caiu desde 1892, de 1.400 para 1.170, e é de temer uma nova queda."

– Serviço de Alfândega Imperial (1898).
Este desequilíbrio resultou ainda em alterações permanentes nos preços dos bens e serviços em relação ao outro metal.  O estoque de moeda também foi afetado, pois a quantidade de moedas de prata em circulação continuou a aumentar, enquanto o estoque de moedas de liga de cobre estava certamente diminuindo, levando a uma deflação ainda maior nos mercados baseados em cobre. 
Como resultado, as casas da moeda operadas pelo governo da dinastia Qing viram menos motivação para produzir mais moedas de liga de cobre, pois agora eram mais caras de fabricar, pois agora custava mais prata importar quantidades suficientes de cobre para sua produção.  
O governo imperial continuaria tentando manter a taxa de câmbio oficial entre moedas de liga de cobre e prata, mas isso apenas tornou as moedas de liga de cobre uma "moeda subvalorizada" e desencorajou ainda mais sua circulação, pois as pessoas acumulariam as moedas, expulsando-as do mercado, aumentando ainda mais sua relativa escassez em relação à prata (conforme descrito pela lei de Gresham).  Isto afectou gravemente a economia das áreas rurais onde as moedas de liga de cobre circulavam como moeda principal (se não a única) e eram utilizadas com grande frequência nas transacções diárias da maioria (se não de todas) as pessoas nessas regiões. 
Sempre foi um desafio para o governo imperial chinês desvalorizar a moeda de cobre para tornar sua produção mais adorável. Isto porque as moedas desvalorizadas serão descontadas no mercado e sempre convidam à falsificação generalizada.  A solução para este problema foi a introdução de novas moedas cunhadas à máquina, produzidas por máquinas movidas a vapor, o que tornaria mais difícil para os falsificadores produzirem moedas falsas, pois os custos iniciais para adquirir as máquinas necessárias para a falsificação eram muito altos e desencorajavam muitos potenciais falsificadores.  A nova tecnologia permitiu ao governo Qing fundir moedas padronizadas de alta qualidade com bordas usinadas.  Portanto, a nova tecnologia proporcionou ao governo da dinastia Qing uma forma de cunhar moedas simbólicas suficientes a um custo acessível, sem convidar os falsificadores a desvalorizar ainda mais as novas moedas. 
Embora a nova tecnologia tenha permitido ao governo Qing cunhar quantidades suficientes de moedas de liga de cobre a um custo acessível, a nova tecnologia não foi implementada em toda a China ao mesmo tempo, pois algumas províncias adotariam a tecnologia mais tarde.  Inicialmente, as novas moedas cunhadas à máquina foram bem recebidas onde foram introduzidas, o que ajudou outras casas da moeda provinciais a adotar a nova tecnologia mais rapidamente. 

### Moedas falsas cunhadas por máquinas
Pouco tempo depois que essas novas moedas de cobre foram introduzidas, versões falsificadas do 10 wén apareceram no mercado negro, casas da moeda ilegais foram abertas por toda a China e começaram a produzir mais moedas do que as cotas estabelecidas pelo governo Qing permitiam que circulassem no mercado. Logo, tanto chineses quanto estrangeiros começaram a produzir moedas cunhadas de qualidade inferior, muitas vezes com traços das moedas coreanas de 5 centavos nas quais foram cunhadas em excesso, ou com caracteres e símbolos não encontrados em moedas oficiais emitidas pelo governo. Essas moedas eram frequentemente cunhadas por empresários coreanos e ex-samurais japoneses que buscavam lucrar trocando moedas de cobre de baixo valor por dólares de prata, já que um único dólar de prata tinha o poder de compra de 1.000 fun coreanos. A maioria das moedas falsas traz a inscrição de que foram cunhadas em Zhejiang ou Shandong, mas circularam por todas as regiões costeiras da China. 

## Moedas de outros metais

### Moedas de ferro

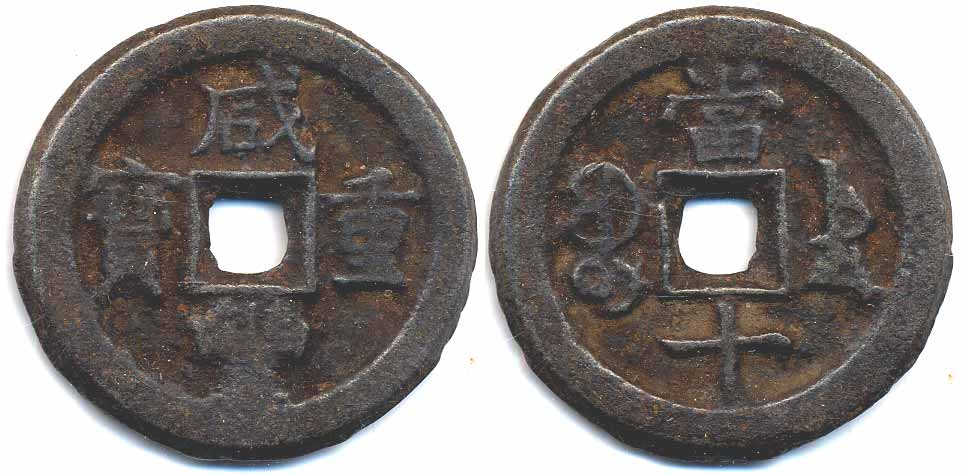
Uma moeda de ferro Xianfeng Zhongbao (咸豐重寶) de 10 wén.

Durante o segundo mês do ano de 1854, o governo da dinastia Qing complementou o já degradado sistema de cunhagem com moedas de ferro.  O valor intrínseco das moedas de ferro era substancialmente inferior ao das moedas de liga de cobre Zhiqian e Daqian.  O objetivo do governo com a introdução das moedas de ferro era fornecer pequenas moedas para um mercado que as demandava muito, já que o mercado chinês já estava inundado com moedas de alto valor e as moedas de 1 wén Zhiqian (a essa altura, elas já eram uma raridade). 
As denominações das moedas de ferro recentemente introduzidas incluíam 1 wén, 5 wén e 10 wén.  Desconsiderando os custos de fabricação, o valor intrínseco da moeda de ferro de 1 wén representou uma desvalorização de 70% em comparação com a liga de cobre de 1 wén Zhiqian.  O preço de mercado do ferro em 1854 era de 40 wén (em Zhiqian) por catty.  Um catty de ferro poderia ser fundido em 133 moedas de ferro de 1 wén, ou 66 moedas de ferro de 5 wén (que teriam um valor nominal total de 330 wén ), ou 53 moedas de ferro de 10 wén (que teriam um valor nominal total de 530 wén).  As moedas de ferro eram facilmente produzidas com sucata de ferro, que no mercado custava 15 wen por catty em 1854. 
Embora inicialmente as moedas de ferro fossem cunhadas principalmente pela casa da moeda do Ministério da Receita e pelo Ministério das Obras Públicas em Pequim, posteriormente o governo da dinastia Qing estabeleceu uma casa da moeda específica para moedas de ferro, conhecida como escritório de dinheiro de ferro (鐵錢局).  O escritório de dinheiro de ferro também armazenava as moedas de dinheiro de ferro.  Embora os números reais de produção de moedas de ferro permaneçam obscuros devido às entradas limitadas sobre elas nos registros mantidos pelo tesouro Qing, Peng Xinwei estimou, com base nas informações que ele havia coletado dos memoriais do governo Qing, que houve uma produção média anual de 1.808.160 cordas de moedas de ferro entre os anos de 1854 e 1855 e uma produção anual de 1.360.920 cordas de moedas de ferro durante os anos de 1856 a 1859. 
Em janeiro de 1855, a província de Zhili começou a fundir moedas de ferro, uma fundição de teste para um único ano deveria entregar 120.000 cordas de moedas de ferro padrão para serem trazidas para Pequim.  Este trabalho foi então realizado por uma das filiais chinesas da casa da moeda com 10 fornos, localizada nos arredores dos subúrbios ocidentais de Baoding, perto do Templo Lingyu (靈雲宮).  Em maio de 1857, os quatro fornos de cobre existentes na principal casa da moeda provincial de Zhili, em Baoding, foram alterados para fornos de moedas de ferro e um novo forno de moedas de ferro foi adicionado, enquanto ao mesmo tempo 10 novos fornos para a produção de moedas de ferro foram adicionados à filial da casa da moeda de Zhili.  A casa da moeda provincial de Zhili cessou a produção de moedas de ferro de 10 wén em junho de 1857. 
Também foram planejadas casas da moeda de ferro nas cidades de Tianjin, Zhengding e Daming para a produção de moedas de ferro de 1 wén, mas apenas Zhengding havia estabelecido uma casa da moeda para moedas de ferro que tinha 10 fornos em operação.  Em julho de 1859, havia um total de 35 fornos para a produção de moedas de ferro nas cidades de Baoding e Zhengding e, naquela época, cerca de 1.000.000 de fios de moedas de ferro foram fundidos em ambas as casas da moeda.  Como o povo chinês não estava usando moedas de ferro, foi relatado que 30 fornos em Zhengding (que presumivelmente também inclui os fornos da filial provincial da casa da moeda de Zhili) seriam fechados.  Em novembro de 1859, os 5 fornos de moedas de ferro restantes situados em Baoding também foram fechados. 
A função das moedas de ferro era semelhante à do Daqian, pois era usada principalmente como forma de continuar a pagar os salários dos vassalos e de outros funcionários do governo.  De acordo com os memoriais do governo Qing, grandes quantidades de moedas de ferro foram usadas como meio de pagar salários entre os anos de 1856 e 1857 devido a uma justificativa notável de que "o público chinês ansiava por pequenas moedas".  Em 1856, as moedas de ferro de 10 wén estavam tão depreciadas que foram retiradas da circulação geral.  A partir deste ponto, apenas moedas de ferro de 1 wén permaneceriam em circulação geral, no entanto, era comum que as lojas as negassem como forma de pagamento e houve uma grande falsificação de moedas de ferro, o que diminuiu ainda mais a confiança do público nelas. 
Apenas uma única entrada no arquivo do governo Qing os menciona a partir deste ponto, pois é declarado que no ano de 1856 o governo da dinastia Qing tinha 431.515.849 cordas de moedas de ferro depositadas no cofre do tesouro imperial.   Esta entrada pode ser vista como evidência suplementar para sugerir que a cunhagem de dinheiro em liga de cobre havia desaparecido quase completamente neste ano ou antes.  As moedas de ferro logo perderiam valor e a cunhagem foi finalmente suspensa no ano de 1859. 

### Moedas de chumbo
Foi relatado nos registros da dinastia Qing que moedas de chumbo foram cunhadas por um breve período no ano de 1854, embora pareça que essas moedas de chumbo nunca foram realmente introduzidas no mercado chinês e, portanto, não circularam. 

### Moedas de zinco
Em julho de 1854, um superintendente da casa da moeda do Ministério da Receita relatou que diferentes metais como ouro, prata, cobre, ferro e zinco são semelhantes quando usados e acreditava que se o cobre pudesse substituir o ferro, o ferro poderia substituir o zinco.  A casa da moeda do Ministério da Receita iniciou testes de fundição de moedas de zinco, mas causou ansiedade na equipe da casa da moeda pelo fato de as moedas de zinco serem muito quebradiças e fáceis de quebrar.  Foi então decidido fazer moedas de dinheiro com uma liga de 80% de zinco (quebrável) e 20% de chumbo (macio), pois essas moedas de dinheiro de liga de zinco seriam então mais fáceis de circular e seriam mais aceitáveis para as pessoas.  Foi então proposto substituir a produção mensal de 2 mǎo (卯) de Zhiqian pelas moedas de liga de zinco porque a casa da moeda do Ministério das Receitas tinha zinco em estoque, o que permitiria imediatamente à casa da moeda economizar 100.000 catty de cobre. 

## Moedas de prata
Originalmente, a China imperial seguia um padrão monometálico, usando apenas moedas de bronze durante a maior parte de sua história, mas o grande influxo de prata, devido ao comércio internacional, durante o período da dinastia Ming criou um sistema bimetálico na China.  Desde o século III a.C., o cobre foi a moeda principal da maior parte da China, mas durante os séculos XVI e XVII d.C. isso mudou. 
A prata foi durante muito tempo a moeda do comércio exterior da China até meados da década de 1930.  A China, durante a maior parte do período da dinastia Qing, não era um país produtor de prata e o seu fornecimento de prata dependia de importações do estrangeiro.  Foi somente na década de 1890 que as casas da moeda provinciais chinesas começaram a produzir moedas de prata nativas. 

### Status da prata durante a dinastia Qing
Durante a maior parte do período da dinastia Qing, a prata circulou na China em duas formas: as sycees de prata e os dólares de prata estrangeiros (principalmente dólares espanhóis das Filipinas espanholas).  A prata era mais usada no comércio inter-regional e era mais frequentemente usada para pagar grandes transações; além disso, não era contada por denominação, mas por peso.  A principal unidade de peso da prata era o tael.  Ao contrário do cobre, a prata não era monopolizada pelo governo, mas o seu preço era determinado pelo mercado. 
O tael era usado tanto como unidade de conta quanto como unidade de peso, o conceito é semelhante ao de "libra" e "libra esterlina".  Existiam vários padrões para definir o peso de um tael, isto porque as balanças variavam muito entre as diferentes regiões da China e os órgãos governamentais Qing.  A unidade de peso "tael" (兩) geralmente variava entre 33,99 e 37,50 gramas, mas quando usada como unidade de conta, o "tael de prata" (銀兩) tinha muitas definições diferentes que eram baseadas em termos de pureza e finura da prata sendo pesada.  Por exemplo, o tael do Tesouro (Kuping liang ou Kuping tael) é o padrão para tributação, o tael da Alfândega Marítima (Haiguan liang ou Haikwan tael) é o padrão usado no Serviço de Alfândega Marítima, o tael do mercado (Shiping liang) é o padrão usado no mercado em Pequim. 
Ao contrário da forma como a oferta e a procura de cobre eram reguladas através dos canais governamentais, a oferta e a procura de prata eram determinadas exclusivamente pelo mercado.  A produção nacional de prata na China era geralmente baixa e a prata na China vinha principalmente do Japão Edo e mais tarde das Américas, principalmente através do comércio internacional com comerciantes estrangeiros.  
Esta situação da prata na China Qing é semelhante à da Inglaterra medieval.  O Reino da Inglaterra não produzia quantidades significativas de prata por si só e, portanto, sua cunhagem estava intimamente associada ao seu comércio internacional e ultramarino.  Os monarcas, tanto na China imperial como no Reino de Inglaterra, não possuíam o fornecimento de prata nativo.   Mas, ao contrário da Coroa Inglesa, que tinha criado casas da moeda reais em Inglaterra para cunhar barras de prata em moedas com um valor nominal (ou facial), o Imperador Chinês permitiu que apenas as barras de prata circulassem em várias formas por todo o seu império.  O governo da dinastia Qing forneceu apenas a unidade padrão (conhecida como tael Kuping) na qual um lingote de prata deveria ser fundido, o que evoluiu para um dos muitos "taéis" diferentes que eram usados para o comércio de barras de prata. 
Como o poder de compra das moedas de prata era muito maior do que o das moedas de liga de cobre, a prata era usada principalmente para transações maiores e comércio de longa distância, bem como para o comércio internacional, enquanto as moedas de liga de cobre não eram, portanto, consideradas dinheiro subsidiário:  era a moeda para transações diárias e menores e o cobre era a única moeda na China rural durante o período da dinastia Qing.  A prata também gozava de um estatuto especial, uma vez que era também a principal forma de moeda utilizada para o pagamento de impostos e despesas governamentais. 
Devido a isso, o governo da dinastia Qing tentou estabelecer uma taxa fixa para a troca de moedas de liga de cobre e barras de prata.  Durante a maior parte do período da dinastia Qing, a proporção oficial entre moedas de prata (em taéis) e moedas de liga de cobre (em wén) foi mantida em 1:1.000. A proporção foi posteriormente revista para 1:2.000 durante a década de 1840, devido ao aumento do preço da prata. 
Esta taxa de câmbio oficial teórica não era aplicada na prática por nenhuma instituição governamental, pois, como o governo imperial não cunhava prata, não tinha controle sobre como a prata circulava no mercado.  Como o fluxo de prata era baseado principalmente no comércio exterior e a prata entrava e saía da China em grandes quantidades, a taxa de câmbio de mercado entre a prata e o cobre mudou drasticamente ao longo do tempo e tendia a flutuar; além disso, essa taxa de câmbio também variava de região para região.  Neste sistema monetário desenvolveram-se serviços especializados em câmbios de moeda, conhecidos como cambistas, e a troca ocorria normalmente em centros comerciais e portos comerciais onde se realizavam frequentemente diferentes transacções. 
O sistema monetário na China durante a dinastia Qing é às vezes chamado de "sistema bimetálico paralelo", para distingui-lo do modelo mais convencional de um sistema bimetálico.  O termo “sistema bimetálico paralelo” é dado a este sistema porque funcionava mais como uma forma de coexistência de “dois sistemas monetários, cada um usando um metal diferente” do que um sistema bimetálico real.  Também ao contrário do bimetalismo real em outros países, a taxa de câmbio real entre as duas moedas metálicas diferentes não era realmente fixa; a taxa de câmbio tendia a variar dependendo do tempo e do lugar. 

### Produção

#### Produção durante a era Qianlong
Durante o reinado do Imperador Qianlong, moedas de prata comemorativas com o retrato do Panchen Lama tibetano foram produzidas. 
Produção durante a era Daoguang
Durante o reinado do Imperador Daoguang, várias tentativas foram feitas na China para a produção nativa de moedas de prata apoiadas pelo governo, a primeira dessas tentativas foi feita no ano de 1821.  Sabe-se que as moedas de prata chinesas cunhadas à máquina foram produzidas pela primeira vez no ano de 1822, pela moderna Casa da Moeda do Arsenal de Jilin (吉林機器局).  Essas primeiras moedas de prata cunhadas eram conhecidas como Changpingliang (廠平兩, literalmente "tael de fábrica") e tinham apenas o valor nominal de um tael. Esses Changpingliang de prata não foram fabricados em grandes números e, consequentemente, são muito raros hoje em dia. 
Outros modelos de moedas de prata modernas, conhecidas como ban (板), foram produzidos nas cidades de Guangzhou, Fuzhou, Hangzhou, Suzhou, Wuxi e Jiangxi.  Os modelos de moedas de prata cunhadas produzidas em Wuxi são conhecidos como xiban (錫板) e os produzidos em Jiangxi são conhecidos como tuban (土板).  Havia também os modelos conhecidos como Wuzhuang (吳莊) e Xingzhuang (行莊). 
Outra tentativa inicial de criar uma moeda chinesa de prata produzida pelo governo nativo foi feita por Lin Zexu, ele criou um sistema de moedas de prata conhecido como Yinbing (銀餅, literalmente "bolos de prata") que tinha um peso padrão de 0,72 tael, mas o Yinbing acabou sendo rejeitado pelo mercado de Jiangsu. 
As primeiras moedas de prata modernas conhecidas do período da dinastia Qing foram fabricadas na cidade de Zhangtai, Fujian.  Existem dois tipos dessas moedas modernas de prata Zhangtai, uma delas apresentava uma imagem, esta imagem consistia em Shouxing, o Deus da longevidade, um par de cetros Ruyi cruzados ou um par de pincéis de escrita cruzados, que são conhecidos como bibao (筆寶). 
O outro tipo conhecido de moedas de prata Zhangtai apresentava ornamentos e inscrições; o primeiro tipo dessas moedas de prata inscritas apresentava as inscrições Daoguang Nian Zhu (道光年鑄) e Zuwen Yinbing (足紋銀餅), e a indicação do valor da moeda, ou seja, a inscrição Kuping Qi-Er (庫平柒弍, "0,72 Kuping tael").  O reverso dessas moedas apresentava um tripé com uma inscrição em língua manchu indicando a casa da moeda onde foi produzida.  As moedas sem imagens foram inscritas com os caracteres chineses para "Junxiang" (軍餉), sendo esta inscrição uma indicação bastante clara do método que o governo da dinastia Qing usou para lançar dinheiro nos mercados locais chineses.  Os ornamentos do segundo tipo de moedas de prata eram principalmente imitações das decorações representadas nas várias moedas estrangeiras que circulavam na região na época, mas às vezes esses ornamentos apenas fundiam caracteres chineses, como jinshen (謹慎, "reverentemente"). 
Essas moedas de prata foram colocadas em circulação geral por meio de salários militares (Junxiang) e, ao contrário das tentativas anteriores, foram aceitas pelo mercado local de Jiangsu.  A data exata em que essas moedas de prata modernas do sudeste da China foram produzidas permanece obscura hoje, mas certamente não foram produzidas antes do século XIX. 

#### Produção durante a era Xianfeng
Durante o período Xianfeng, o governo não emitiu suas próprias moedas de prata, mas emitiu uma série de notas que valiam nominalmente prata em peso (taéis). 

#### Produção durante a era Guangxu
Antes de 1 tael ser padronizado em 50 g pelo governo da República Popular da China em 1959, o peso "tael" diferia substancialmente de província para província. O governo Qing sustentava que 1 tael era igual a 37,5 g e essa medida era chamada de Kuping tael (庫平两), e pelos padrões oficiais do governo Qing, 1 Kuping tael = 10 Mace = 100 Candareens. Sob o imperador Guangxu, várias moedas de tael Kuping foram cunhadas em Tianjin de 1903 a 1907, e serviam principalmente como salário para os soldados. Apesar das tentativas do governo central de unificar os padrões, a cunhagem provincial continuou sendo o padrão de fato em toda a China. 
Desde a década de 1870, a prata foi usada como moeda oficial na China Qing e como mercadoria no mercado internacional, por esta razão o preço internacional da prata foi considerado indicativo da taxa de câmbio internacional da moeda chinesa.  Quando o preço global da prata sofreu muitas flutuações, a taxa de câmbio instável da moeda chinesa tornou a fixação de preços no mercado chinês muito menos previsível e, portanto, a volatilidade na fixação de preços da prata na época desencorajou o comércio. 
No ano de 1903, o governo imperial chinês emitiu um decreto que pretendia padronizar as moedas de prata chinesas em circulação, mas na realidade o decreto do governo nunca foi realmente implementado.  O mais alto padrão de moedas indígenas chinesas produzidas sob o domínio Qing foi provavelmente alcançado pelas moedas de ouro, prata e cobre produzidas na cidade de Tianjin entre os anos de 1906 e 1907. 

#### Produção durante a era Xuantong
Somente em 1910 o governo Qing decidiu ter uma moeda nacional unificada que seria produzida em Wuchang e em Nanquim.  O governo da dinastia Qing emitiu uma série de novos regulamentos que criariam um sistema uniforme de moeda nacional de prata.
Sob o Imperador Xuantong, outra tentativa de padronizar as moedas de prata da dinastia Qing foi feita em 1911 (Xuantong 3), uma grande quantidade de "dólares dragão" com a inscrição "壹圓" (yīyuán) foram cunhados, essas foram as únicas moedas da dinastia Qing com essa inscrição e também apresentavam a legenda em inglês "Um dólar". Todas essas moedas foram fundidas na Casa da Moeda Central de Tianjin. 
A moeda era chamada de yuán (圓 ou 元, neste contexto significando "dólar") e tinha um peso padrão de 0,72 tael.  Foi inscrito com as palavras Grande Moeda de Prata Qing (大清銀幣) e foi introduzido no mercado chinês em outubro de 1910. 
Após a queda da dinastia Qing, as moedas de prata da dinastia Qing foram desmonetizadas em 1933 e as moedas de prata da dinastia Qing em 1935, tendo sido substituídas por papel-moeda. 

### Moedas de prata provinciais e privadas

#### "Dólares da primavera" de Yunnan de 1910
No ano de 1910, o governo provincial de Yunnan emitiu uma moeda de dólar dragão chinesa, comumente conhecida como "dólar da Primavera de Yunnan". A moeda foi emitida após o governo da dinastia Qing ter promulgado o "Regulamento Monetário" (chinês tradicional: 幣制則例, chinês simplificado: 币制则例) em 15 de abril de 1910.  O governo de Yunnan rapidamente pegou os moldes de moedas que eles estavam usando para fazer as moedas de prata que emitiram em 1909 e então gravou essas novas moedas com uma inscrição adicional no topo dizendo "Feito na província de Yunnan na primavera do ano Gengxu (1910)" (chinês tradicional: 庚戌春季雲南造, chinês simplificado: 庚戌春季云南造). Esta é a única moeda na história numismática da China que apresenta uma estação do ano como parte da data.  Isso foi feito porque, de acordo com o calendário tradicional chinês usado na época, a "primavera" era uma época que se referia aos três primeiros meses do ano: janeiro, fevereiro e março. O centro do anverso do dólar da Primavera de Yunnan contém a inscrição "Xuantong Yuanbao" (宣統元寶), enquanto na parte inferior contém a denominação da moeda como "Kuping Qi Qian Er Fen" (chinês tradicional: 庫平七錢二分, chinês simplificado: 库平七钱二分, "Padrão do Tesouro 7 Mace e 2 Candareens"). O reverso da moeda apresenta um dragão proeminente. A casa da moeda de Yunnan deliberadamente escreveu que a moeda foi emitida na "primavera de 1910", porque as novas regulamentações estabelecidas pelo governo imperial não entrariam em vigor até abril de 1910. Entretanto, o governo imperial chinês logo descobriu o esquema na casa da moeda de Yunnan e rapidamente ordenou que todas essas novas moedas de "dólar da primavera" fossem retiradas e posteriormente derretidas. Em 1920, durante o início da era republicana, descobriu-se que um número extremamente pequeno dessas moedas escapou da destruição e esses espécimes sobreviventes que agora são conhecidos são comumente chamados de "dólares da Primavera de Yunnan" pelos numismatas e colecionadores de moedas chineses. Sabe-se da existência de apenas dois exemplares genuínos, o que a torna uma das moedas mais raras da China.
- Em abril de 2002, o primeiro "dólar da primavera de Yunnan" genuíno a aparecer em leilão público foi vendido em Pequim, no leilão de Hua Chen. [127]
- Em 2007, o mesmo "dólar da Primavera de Yunnan" acima foi revendido em uma venda de Cheng Xuan em Pequim, onde a moeda foi vendida por ¥ 3.192.000 (US$ 468.000). [127]
- Em agosto de 2010, o mesmo "dólar da Primavera de Yunnan" acima foi vendido em um leilão de Hong Kong por Michael Chou, da Champion Hong Kong Auction, por US$ 1.035.000.

#### Produção privada de moedas de prata

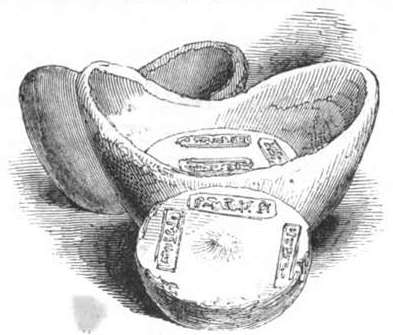
Uma ilustração de vários pesos de sicômoros de prata produzidos privadamente.

Apesar de a prata constituir a outra metade do sistema bimetálico da cunhagem da dinastia Qing, ela não foi oficialmente produzida pelo governo até o último período da dinastia, quando as moedas de prata seriam baseadas nas moedas estrangeiras que já circulavam na China.  Os livros-razão do governo o utilizavam como unidade de conta, em particular o Kuping Tael (庫平兩) era usado para isso.  Durante a maior parte da sua história, tanto a produção como as medições da prata estiveram nas mãos do mercado privado que geria a produção exclusiva de moeda de prata; a maior quantidade de lingotes de prata na China foi produzida por ourives privados (銀樓) em fornos profissionais (銀爐); apenas uma quantidade muito pequena de lingotes de prata foi emitida por bancos estatais durante o final do século XIX.  Embora os avaliadores e cambistas tivessem controlo sobre as suas taxas de câmbio, por esta razão não existia um sistema unificado de moeda de prata na China, mas sim uma série de diferentes tipos de lingotes de prata que eram utilizados em vários mercados por todo o país.  A forma mais comum de lingotes de prata (元寶 ou 寶銀) na China eram os "lingotes de casco de cavalo" (馬蹄銀) e podiam pesar até cinquenta taéis; havia também "lingotes de tamanho médio" (中錠) que geralmente pesavam cerca de 10 taéis, "lingotes de tamanho pequeno" (小錠)  que pesavam entre um e cinco taéis e "migalhas de prata" (碎銀 ou 銀子).   Todos os lingotes recém-fundidos foram enviados para avaliadores oficiais (公估局), onde seu peso e finura foram marcados com um pincel.  No entanto, estas determinações só eram válidas no mercado local e em nenhum outro lugar os lingotes de prata eram constantemente reavaliados, o que era o negócio diário dos cambistas chineses.  Na verdade, os lingotes de prata eram pesados em cada transação.  
Os lingotes de prata eram comercializados a taxas diferentes, que dependiam da pureza do seu teor de prata; os médios eram conhecidos como Wenyin (紋銀) ou Zubao (足寶), que tinham pureza (teórica) de 0,935374; enquanto isso, os espécimes de maior qualidade e teor eram chamados de excedente verdadeiro, que deveria ser adiantado na troca.  Exempli gratia um lingote de prata conhecido como "Er-Si Bao" (二四寶) com um peso de cinquenta taéis foi avaliado em 52,4 taéis.  Da mesma forma, outros padrões de prata na China eram todos voltados para o Wenyin, como o tael de Xangai usado na concessão estrangeira da cidade, por exemplo, era chamado de Jiuba Guiyuan (九八規元) porque tinha 98 por cento da pureza do tael padrão de Xangai (規元).  O tael padrão de Tianjin era chamado de Xinghua (行化) e o de Hankou era conhecido como Yangli (洋例).  
Durante o período Xianfeng, uma série de "bolos de prata" (銀餅) foi emitida em 1856 por três bancos privados na cidade de Xangai, nomeadamente o Wang Yong Sheng (王永盛), o Jing Zheng Ji (經正記) e o Yu Sen Sheng (郁森盛).  Os seus bolos eram fabricados com matrizes de aço e tendiam a ter um peso de 1 tael e 0,5 tael. 

### Pesos e padrões
O termo inglês mais comumente usado para descrever lingotes de prata chineses é "sycee" (細絲), que vem de um termo cantonês que significa "peso fino", onde o "peso" (絲, sī) representa 0,00001 tael.  No entanto, existia um grande número de termos e nomes regionais para esses lingotes de prata em toda a China, esses nomes incluem:  
| Nome         | Chinês tradicional | Chinês simplificado | Região                    |
| ------------ | ------------------ | ------------------- | ------------------------- |
| Yuansi       | 元絲               | 元丝                | Sul de Jiangsu e Zhejiang |
| Yanche       | 鹽撤               | 盐撤                | Jiangxi, Hubei e Hunan    |
| Xicao Shuisi | 西鏪水絲           | 西鏪水丝            | Cidade de Shandong        |
| Tucao        | 土鏪               | 土鏪                | Cidade de Sichuan         |
| Liucao       | 柳鏪               | 柳鏪                | Cidade de Sichuan         |
| Huixiang     | 茴香               | 茴香                | Cidade de Sichuan         |
| Yuancao      | 元鏪               | 元鏪                | Shaanxi e Gansu           |
| Beiliu       | 北流               | 北流                | Cantão                    |
| Shicao       | 石鏪               | 石鏪                | Iunã                      |
| Chahua       | 茶花               | 茶花                | Iunã                      |

Entre os nomes regionais mencionados, outras designações para sicees estavam Qingsi (青絲), Baisi (白絲), Danqing (單傾), Shuangqing (雙傾), Fangcao (方鏪) e Changcao (長鏪), entre muitos outros.  
Além do grande número de nomes para sycees que existiam na China, também havia uma grande variedade de padrões de peso para taéis que eram diferentes de mercado para mercado.  Uma das maiores variantes do tael era o Kuping Tael (庫平兩), que era usado pelo Ministério da Receita Chinês tanto para medições de peso quanto como uma unidade de conta usada durante a cobrança de impostos.  Em 1858, foi introduzido um novo imposto comercial que usava o tael da Alfândega Marítima (海關兩) como unidade de conta, enquanto em Guangdong o Tael de Cantão (廣平兩) era usado no comércio com comerciantes estrangeiros.  Outra unidade de conta que foi usada foi o Tael do Tributo de Grãos (漕平兩), que era usado para medir e contabilizar o tributo que o governo imperial chinês recebia em grãos.  

## Marcas de cunhagem

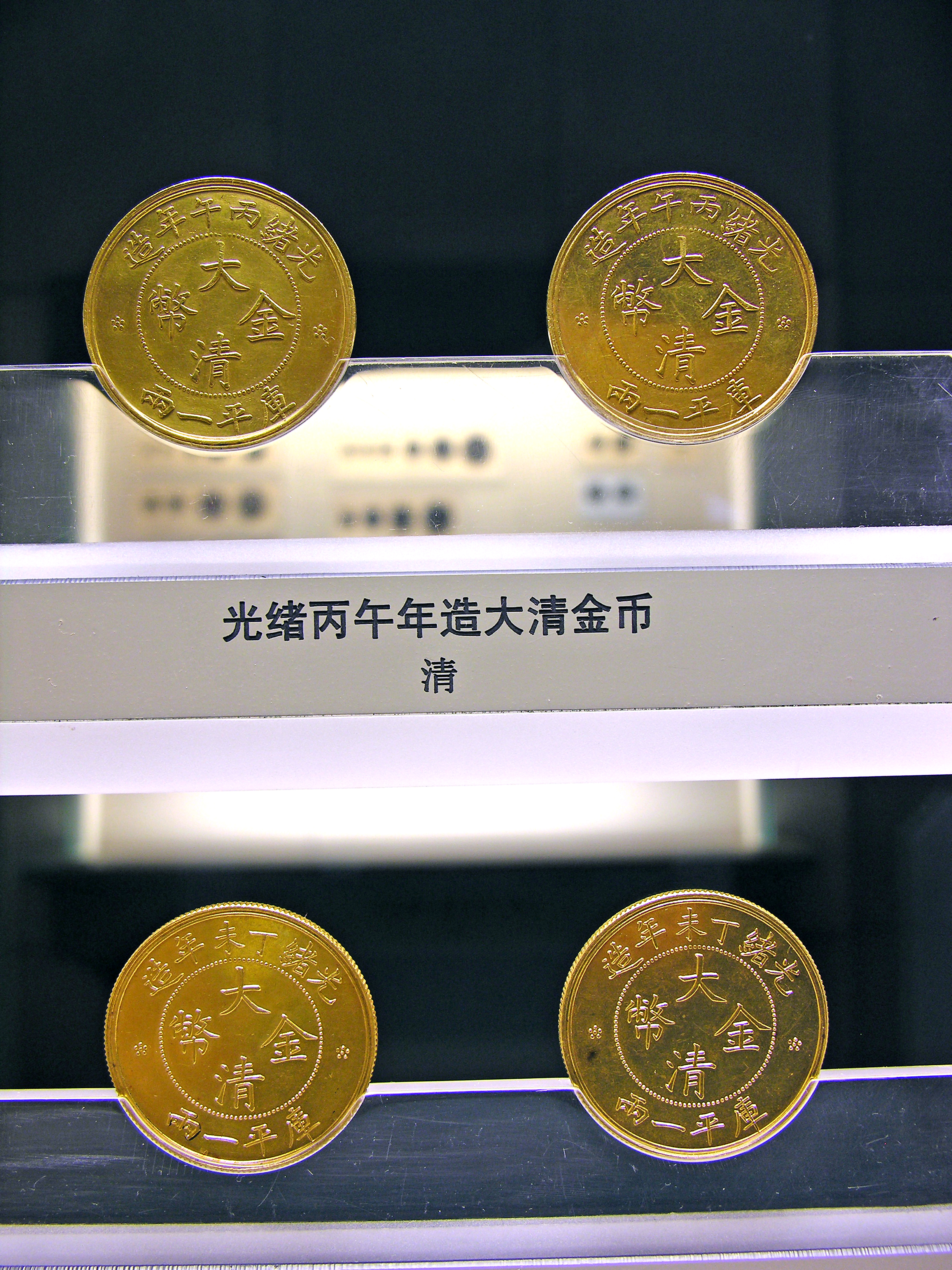
Moedas de ouro de 1 tael da Grande Moeda de Ouro Qing (大清金幣) produzidas durante o reinado do Imperador Guangxu.

No total, foram estabelecidas mais de 50 casas da moeda locais, cada uma com suas próprias marcas de casa da moeda exclusivas; no entanto, várias dessas casas da moeda operaram apenas por um breve período antes de interromper a fundição de moedas de dinheiro; as marcas da casa da moeda nas moedas da dinastia Qing podem ser categorizadas em 7 categorias principais com base nas escritas nos versos das moedas: 1) têm apenas marcas de casa da moeda em escrita manchu; 2) têm apenas marcas de casa da moeda em escrita chinesa com o peso da moeda em lí ; 3) têm marcas de casa da moeda em escrita manchu e chinesa; 4) têm apenas um único caractere chinês indicando a casa da moeda na parte superior do verso; 5) contêm apenas o caractere "一" (1) na reserva; 6) têm as escritas manchu e chinesa juntas nos lados direito e esquerdo da moeda, além da denominação da denominação na parte superior e inferior e 7) têm escrita chinesa, manchu e árabe juntas no verso da moeda. 

### Marcas de cunhagem chinesas
Marcas de cunhagem em moedas emitidas de 1644 a 1661: 
| Marca de cunhagem (Chinês Tradicional) | Marca de cunhagem (Chinês Simplificado) | Emissor                              |
| -------------------------------------- | --------------------------------------- | ------------------------------------ |
| 戶                                     | 户                                      | Ministério da Receita, Pequim        |
| 工                                     | 工                                      | Ministério de Obras Públicas, Pequim |
| 陝                                     | 陕                                      | Xi'an, Shaanxi                       |
| 臨                                     | 临                                      | Guarnição de Linqing, Shandong       |
| 宣                                     | 宣                                      | Guarnição de Xuanhua, Zhili          |
| 延                                     | 延                                      | Guarnição de Yansui, Shanxi          |
| 原                                     | 原                                      | Taiyuan, Shanxi                      |
| 西                                     | 西                                      | Casa da Moeda da Província de Shanxi |
| 雲                                     | 云                                      | Guarnição de Miyun, Zhili            |
| 同                                     | 同                                      | Guarnição de Datong, Shanxi          |
| 荊                                     | 荆                                      | Guarnição de Jingzhou, Hubei         |
| 河                                     | 河                                      | Kaifeng, Henan                       |
| 昌                                     | 昌                                      | Wuchang, Hubei                       |
| 甯                                     | 宁                                      | Jiangning, Jiangsu                   |
| 江                                     | 江                                      | Nanchang, Jiangxi                    |
| 浙                                     | 浙                                      | Hangzhou, Zhejiang                   |
| 福                                     | 福                                      | Fuzhou, Fujian                       |
| 陽                                     | 阳                                      | Guarnição de Yanghe, Shaanxi         |
| 襄                                     | 襄                                      | Xiangyang, Hubei                     |

De 1653 a 1657, outro tipo de moeda corrente foi cunhada simultaneamente com a série acima, mas essas moedas continham a inscrição extra de "一厘" (equivalente a um lí de prata) no verso.  Elas eram geralmente cunhadas nas mesmas casas da moeda da série de moedas acima, mas não eram cunhadas na guarnição de Yansui, na província de Shanxi e na guarnição de Jingzhou, enquanto outra casa da moeda em Jinan, Shandong, foi aberta para essas moedas, com moedas lançadas lá com a marca "東".  Além disso, também havia moedas fundidas sem marca de casa da moeda que continham apenas o caractere "一" (1) em suas reservas, indicando seu valor em Ií. 
Entre 1660 e 1661, moedas de dinheiro foram fabricadas com um caractere manchu (à esquerda) e um caractere chinês (à direita) como marcas da casa da moeda.  As seguintes casas da moeda produziram estas moedas: 
| Marca de cunhagem (Chinês Tradicional) | Marca de cunhagem (Chinês Simplificado) | Emissor                        |
| -------------------------------------- | --------------------------------------- | ------------------------------ |
| 陝                                     | 陕                                      | Xi'an, Shaanxi                 |
| 臨                                     | 临                                      | Guarnição de Linqing, Shandong |
| 宣                                     | 宣                                      | Guarnição de Xuanhua, Zhili    |
| 薊                                     | 蓟                                      | Jizhou garrison, Zhili         |
| 原                                     | 原                                      | Taiyuan, Shanxi                |
| 同                                     | 同                                      | Guarnição de Datong , Shanxi   |
| 河                                     | 河                                      | Kaifeng, Henan                 |
| 昌                                     | 昌                                      | Wuchang, Hubei                 |
| 甯                                     | 宁                                      | Jiangning, Jiangsu             |
| 寧                                     | 宁                                      | Ningbo, Zhejiang               |
| 江                                     | 江                                      | Nanchang, Jiangxi              |
| 浙                                     | 浙                                      | Hangzhou, Zhejiang             |
| 東                                     | 东                                      | Jinan, Shandong                |

Sob o reinado do Imperador Kangxi, moedas com apenas inscrições reversas em manchu e inscrições reversas em manchu e chinês foram cunhadas.  As moedas do Imperador Kangxi também foram a base para as moedas dos Imperadores Yongzheng, Qianlong e Jiaqing. 
Sob o imperador Kangxi, moedas foram produzidas nestas casas da moeda: 
| Marca de cunhagem (Chinês Tradicional) | Marca de cunhagem (Chinês Simplificado) | Emissor                              | Imagem |
| -------------------------------------- | --------------------------------------- | ------------------------------------ | ------ |
| 同                                     | 同                                      | Guarnição de Datong, Shanxi          |        |
| 福                                     | 福                                      | Fuzhou, Fujian                       |        |
| 臨                                     | 临                                      | Guarnição de Linqing, Shandong       |        |
| 東                                     | 东                                      | Jinan, Shandong                      |        |
| 江                                     | 江                                      | Nanchang, Jiangxi                    |        |
| 宣                                     | 宣                                      | Guarnição de Xuanhua, Zhili          |        |
| 原                                     | 原                                      | Taiyuan, Shanxi                      |        |
| 蘇                                     | 苏                                      | Suzhou, Jiangsu                      |        |
| 薊                                     | 蓟                                      | Guarnição de Jizhou, Zhili           |        |
| 昌                                     | 昌                                      | Wuchang, Hubei                       |        |
| 甯                                     | 宁                                      | Jiangning, Jiangsu                   |        |
| 河                                     | 河                                      | Kaifeng, Henan                       |        |
| 南                                     | 南                                      | Changsha, Hunan                      |        |
| 廣                                     | 广                                      | Guangzhou, Guangdong                 |        |
| 浙                                     | 浙                                      | Hangzhou, Zhejiang                   |        |
| 臺                                     | 台                                      | Taiwan                               |        |
| 桂                                     | 桂                                      | Guilin, Guangxi                      |        |
| 陝                                     | 陕                                      | Xi'an, Shaanxi                       |        |
| 雲                                     | 云                                      | Yunnan                               |        |
| 漳                                     | 漳                                      | Zhangzhou, Fujian                    |        |
| 鞏                                     | 巩                                      | Gongchang, Gansu                     |        |
| 西                                     | 西                                      | Casa da Moeda da Província de Shanxi |        |
| 寧                                     | 宁                                      | Ningbo, Zhejiang                     |        |

### Marcas de cunhagem manchu

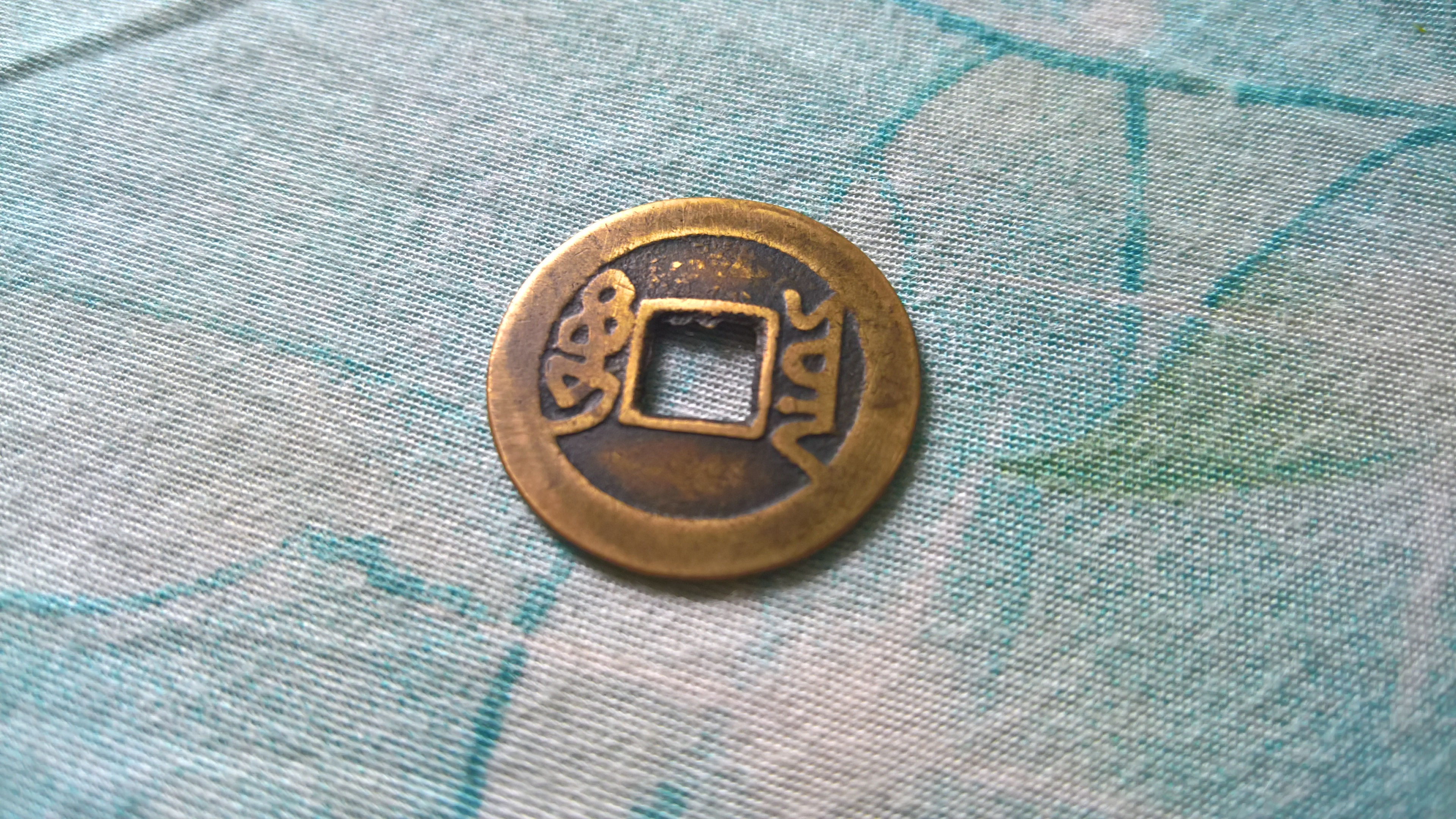
- marca da casa da moeda em uma moeda Xuān Tǒng Tōng Bǎo (宣統通寶), indicando que ela foi fundida em Kunming, Yunnan.

Outra série de moedas de bronze foi introduzida com escrita Manchu no verso da moeda em 1657, muitas casas da moeda continham a palavra Manchu ᠪᠣᠣ (Boo) à esquerda, que em manchu significa "寶" (indicando "tesouro" ou "moeda") no anverso dessas moedas.  À direita deles, muitas vezes aparecia uma palavra indicando a agência emissora da moeda.  As moedas da dinastia Qing com marcas exclusivas da casa da moeda Manchu são de longe o tipo mais comumente produzido.  As moedas de grande valor do Imperador Xianfeng traziam marcas da casa da moeda Manchu nos lados esquerdo e direito do verso, e o valor da moeda na parte superior e inferior.  Moedas com inscrições exclusivas Manchu continuaram a ser cunhadas até o fim da dinastia Qing.    
| Marca de cunhagem                                      | Möllendorff                                     | Cunhagem                                              | Província                           | Operação                      | Imagem |
| ------------------------------------------------------ | ----------------------------------------------- | ----------------------------------------------------- | ----------------------------------- | ----------------------------- | ------ |
| Manchu: ᠪᠣᠣ ᠴᡳᠣᠸᠠᠨ                                     | Boo Ciowan                                      | Ministério da Receita (hùbù, 戶部), Beijing           | Zhili                               | 1644–1911                     |        |
| Manchu: ᠪᠣᠣ ᠶᡠᠸᠠᠨ                                      | Boo Yuwan                                       | Ministério das Obras Públicas (gōngbù, 工部), Beijing | Zhili                               | 1644–1908                     |        |
| Manchu: ᠰᡳᡠᠸᠠᠨ                                         | Siowan                                          | Xuanfu                                                | Zhili                               | 1644–1671                     |        |
| Manchu: ᠪᠣᠣ ᠰᠠᠨ                                        | Boo San                                         | Xi'an                                                 | Shaanxi                             | 1644–1908                     |        |
| Manchu: ᠯᡳᠨ                                            | Lin                                             | Linqing                                               | Shandong                            | 1645–1675                     |        |
| Manchu: ᡤᡳ                                             | Gi                                              | Jizhou (蓟)                                           | Zhili                               | 1645–1671 1854                |        |
| Manchu: ᠪᠣᠣ ᡷᡳ                                         | Boo Zhi                                         | Baoding                                               | Zhili                               | 1747–1899                     |        |
| Manchu: ᡨᡠᠩ                                            | Tung                                            | Datong                                                | Shanxi                              | 1645–1649 1656–1674           |        |
| Manchu: ᠶᡠᠸᠠᠨ(1645–1729) ᠪᠣᠣ ᠵᡳᠨ (1729–1908)           | Yuwan (1645–1729) Boo Jin (1729–1908)           | Taiyuan                                               | Shanxi                              | 1645–1908                     |        |
| Manchu: ᠶᡡᠨ                                            | Yūn                                             | Miyun                                                 | Zhili                               | 1645–1671                     |        |
| Manchu: ᠴᠠᠩ(1646–1729)ᠪᠣᠣ ᡠ (1729–1908)                | Cang (1646–1729) Boo U (1729–1908)              | Wuchang, Wuhan                                        | Hubei                               | 1646–1908                     |        |
| Manchu: ᠪᠣᠣ ᡥᠣ                                         | Boo Ho                                          | Kaifeng                                               | Henan                               | 1647 1729–1731 1854–1908      |        |
| Manchu: ᠪᠣᠣ ᡶᡠᠩ                                        | Boo Fung                                        | Fengtian                                              | Fengtian                            | 1647–1648 1880–1908           |        |
| Manchu:ᠪᠣᠣ ᠴᠠᠩ(1647–1729) ᡤᡳᠶᠠᠩ (1729–1908)            | Boo Chang (1647–1729) Giyang (1729–1908)        | Nanchang                                              | Jiangxi                             | 1647–1908                     |        |
| Manchu:ᠨᡳᠩ                                             | Ning                                            | Jiangning                                             | Jiangsu                             | 1648–1731                     |        |
| Manchu:ᠪᠣᠣ ᡶᡠ                                          | Boo Fu                                          | Fuzhou                                                | Fujian                              | 1649–1908                     |        |
| Manchu:ᠪᠣᠣ ᠵᡝ                                          | Boo Je                                          | Hangzhou                                              | Zhejiang                            | 1649–1908                     |        |
| Manchu:ᡩᡠᠩ (1649–1729; 1887–1908) ᠪᠣᠣ ᠵᡳ (1729–1887)   | Dung (1649–1729; 1887–1908) Boo Ji (1729–1887)  | Jinan                                                 | Shandong                            | 1649–1738 1854–1870 1887–1908 |        |
| Manchu:ᠪᠣᠣ ᠶᠣᠨᠨ                                        | Boo Yonn                                        | Kunming                                               | Yunnan                              | 1653–1908                     |        |
| Manchu:ᠪᠣᠣ ᠴᡠᠸᠠᠨ                                       | Boo Cuwan                                       | Chengdu                                               | Sichuan                             | 1667–1908                     |        |
| Manchu:ᡤᡠᠩ                                             | Gung                                            | Gongchang                                             | Gansu                               | 1667–1740 1855–1908           |        |
| Manchu:ᠪᠣᠣ ᠰᡠ                                          | Boo Su                                          | Suzhou                                                | Jiangsu                             | 1667–1908                     |        |
| Manchu:ᠪᠣᠣ ᠨᠠᠨ                                         | Boo Nan                                         | Changsha                                              | Hunan                               | 1667–1908                     |        |
| Manchu:ᠪᠣᠣ ᡤᡠᠸᠠᠩ                                       | Boo Guwang                                      | Guangzhou                                             | Guangdong                           | 1668–1908                     |        |
| Manchu:ᠪᠣᠣ ᡤᡠᡳ                                         | Boo Gui                                         | Guilin                                                | Guangxi                             | 1668–1908                     |        |
| Manchu:ᠪᠣᠣ ᡤᡳᠶᠠᠨ                                       | Boo Giyan                                       | Guiyang                                               | Guizhou                             | 1668–1908                     |        |
| Manchu:ᠵᠠᠩ                                             | Jang                                            | Zhangzhou                                             | Fujian                              | 1680–1682                     |        |
| Manchu:ᠪᠣᠣ ᡨᠠᡳ                                         | Boo Tai                                         | Taiwan-Fu                                             | Taiwan                              | 1689–1740 1855–Desconhecido   |        |
| Manchu:ᠪᠣᠣ ᠠᠨ                                          | Boo An                                          | Jiangning, Jiangsu                                    | Anhui                               | 1731–1734                     |        |
| Manchu:ᠪᠣᠣ ᡷᡳ                                          | Boo Jy                                          | Baoding                                               | Zhili                               | 1745–1908                     |        |
| Manchu:ᠶᡝᡵᡴᡳᠶᠠᠩ                                        | Yerkiyang                                       | Yarkant                                               | Xinjiang                            | 1759–1864                     |        |
| Manchu:ᡠᠰᡥᡳ                                            | Ushi                                            | Uši                                                   | Xinjiang                            | 1766–1911                     |        |
| Manchu:ᠪᠣᠣ ᡳ                                           | Boo I                                           | Ghulja                                                | Xinjiang                            | 1775–1866                     |        |
| Manchu:ᠪᠣᠣ ᠶᠣᠨᠨ (1733–1799) ᠪᠣᠣ ᡩᠣᠩ (1799–1908)        | Boo Yonn (1733–1799) Boo Dong (1799–1908)       | Dongchuan                                             | Yunnan                              | 1733–1908                     |        |
| Manchu:ᠪᠣᠣ ᡬᡳ                                          | Boo Gi                                          | Jizhou (蓟) Jilin (吉)                                | Hebei (1851–1861) Jilin (1861–1912) | 1851–1912                     |        |
| Manchu:ᠪᠣᠣ ᡩᡝ                                          | Boo De                                          | Jehol                                                 | Zhili                               | 1854–1858                     |        |
| Manchu: ᡴᠠᠰᡥᡤᠠᡵ                                        | Kashgar                                         | Kashgar                                               | Xinjiang                            | 1855–1908                     |        |
| Manchu:ᠪᠣᠣ ᡩᡳ (1855–1886; 1907–1908) ᠶᡠᠸᠠᠨ (1886–1907) | Boo Di (1855–1886; 1907–1908) Yuwan (1886–1907) | Ürümqi                                                | Xinjiang                            | 1855–1864 1886–1890 1907–1908 |        |
| Manchu:ᡴᡠᠴᠠ                                            | Kuca                                            | Kucha                                                 | Xinjiang                            | 1857–1908                     |        |
| Manchu: ᠪᠣᠣ ᠵᡳᠶᡝᠨ                                      | Boo Jiyen                                       | Tianjin                                               | Zhili                               | 1880–1908                     |        |
| Manchu: ᡥᡡ                                             | Hu                                              | Dagu                                                  | Zhili                               | 1880–1908                     |        |
| Manchu: ᠣᠣ ᡤᡠᠩ                                         | Boo Gung                                        | Kunshan                                               | Jiangsu                             |                               |        |
| Manchu: ᠠᡴᠰᡠ                                           | Aksu                                            | Aksu                                                  | Xinjiang                            |                               |        |
| Manchu: ᠵᡳᠩ                                            | Jing                                            | Jingzhou-Fu                                           | Hubei                               | 1648–1657                     |        |

### Marcas de cunhagem chinesas, manchus e uigures
Além disso, as moedas da província de Xinjiang do Sul também podem ter três escritas diferentes no verso da moeda: manchu, chinês e árabe.  Um exemplo seria uma moeda de Aksu que teria o chinês 阿 no topo, o Manchu ᠠᡴᠰᡠ à esquerda, e o uigur perso-árabe ئاقسۇ à direita.  Outra característica diferenciadora das moedas de Xinjiang é que elas tendem a ser mais vermelhas, refletindo a cor do cobre local extraído na província. 

## Moedas comemorativas
- Em 1713, uma moeda especial Kāng Xī Tōng Bǎo (康熙通寶) foi emitida para comemorar o sexagésimo aniversário do Imperador Kangxi. Essas moedas de bronze foram produzidas com uma cor amarelada especial, e acredita-se que essas moedas tenham "os poderes de um encanto" imediatamente quando entraram em circulação. Esta moeda comemorativa contém uma versão ligeiramente diferente do símbolo Hanzi "熙", na parte inferior do dinheiro, pois esse caractere normalmente teria uma linha vertical na parte esquerda, mas não a tinha, e a parte deste símbolo que geralmente era inscrita como "臣" tem a parte do meio escrita como "口". Notavelmente, a área superior esquerda do símbolo "通" contém apenas um único ponto, em oposição aos dois pontos usuais usados naquela época. Vários mitos foram atribuídos a esta moeda ao longo dos 300 anos seguintes desde que foi cunhada, como o mito de que a moeda foi fundida a partir de estátuas douradas derretidas dos 18 discípulos de Buda, o que lhe rendeu os apelidos de "moeda Lohan" e "dinheiro Arhat". Essas moedas comemorativas kāng xī tōng bǎo eram dadas às crianças como yā suì qián (壓歲錢) durante o Ano Novo Chinês. Algumas mulheres as usavam de forma semelhante à forma como um anel de noivado é usado hoje em dia, e na zona rural de Shanxi, os jovens usavam essa moeda especial kāng xī tōng bǎo entre os dentes, como se os homens das cidades tivessem dentes de ouro. Apesar dos mitos que cercam esta moeda, ela foi feita de uma liga de cobre e não continha ouro, mas não era incomum que as pessoas a realçassem com folhas de ouro. [147]
- Sabe-se que moedas de prata comemorativas com o retrato do Panchen Lama do Tibete foram produzidas durante o reinado de Qianlong. [148]
- Em 1905, a dinastia Qing emitiu moedas especiais de prata de 1 tael Guāng Xù Yuán Bǎo (光緒元寶) comemorando o 70º aniversário da Imperatriz Viúva Cixi. [149] Essas moedas apresentam o caractere chinês para longevidade (壽) cercado por dois dragões imperiais estendendo a mão para a pérola que realiza desejos.

## "Dólares" estrangeiros de prata em circulação na Dinastia Qing

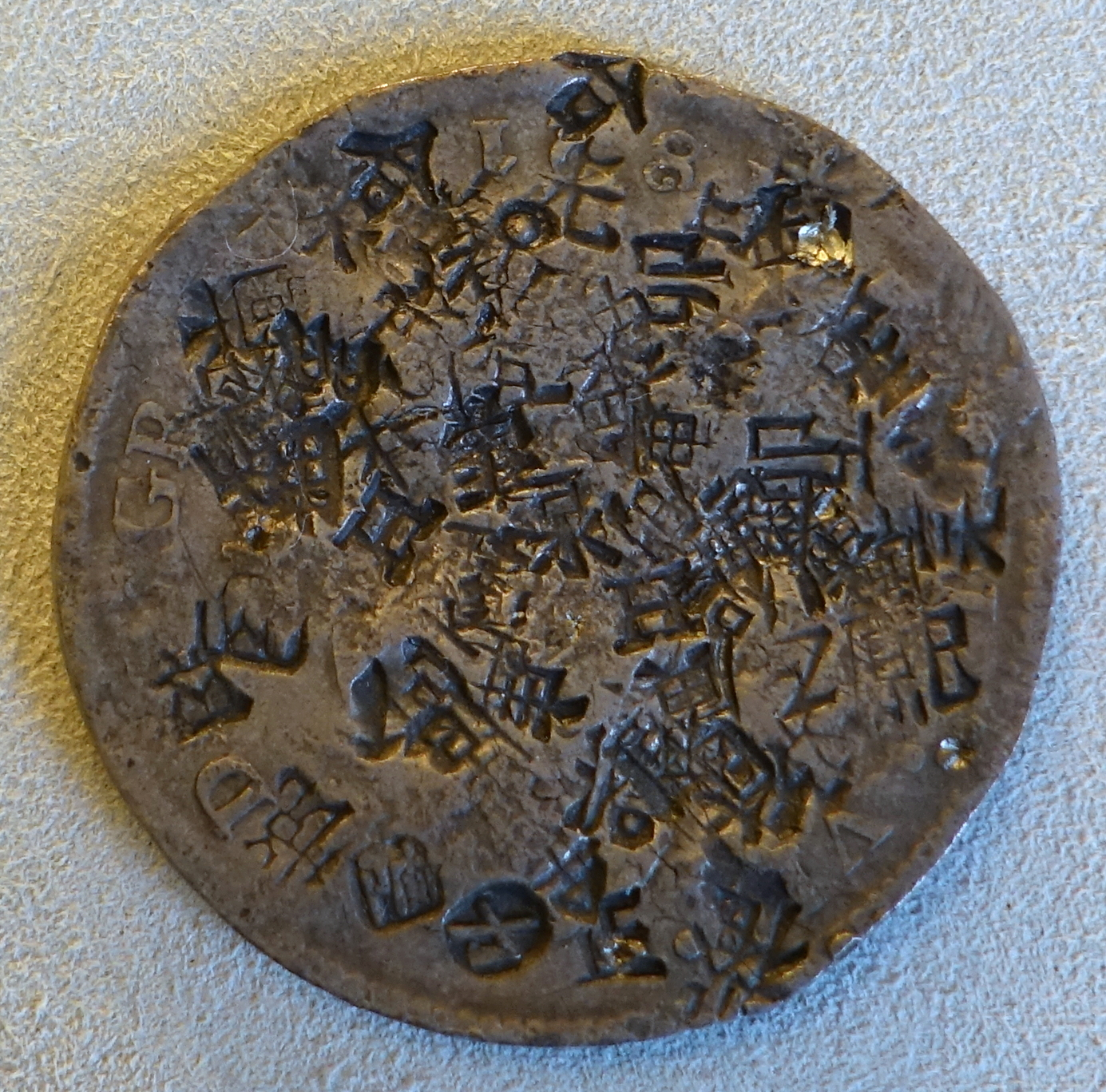
Uma moeda espanhola de 8 dólares com marcas chinesas.

Sob o reinado da dinastia Qing, moedas de prata estrangeiras entraram na China em grande número, essas moedas de prata eram conhecidas na China como Yangqian (洋錢, "dinheiro do oceano") ou Fanqian (番錢, "dinheiro bárbaro").  Durante os séculos XVII e XVIII, o comércio chinês com os comerciantes europeus estava em constante ascensão, uma vez que os chineses não eram consumidores de grandes contingentes de mercadorias da Europa e recebiam em grande parte moeda de prata estrangeira para as suas exportações.  À medida que os europeus descobriram uma grande quantidade de minas de prata nas Américas, o estatuto da prata aumentou para o de moeda internacional e a prata tornou-se o metal mais importante usado em transações internacionais a nível mundial, o que também teve um impacto profundo no valor da prata chinesa.  Além do comércio, os europeus estavam interessados no mercado chinês devido às altas taxas de juros dos empréstimos pagos aos comerciantes chineses em Cantão pelos europeus.  Outra razão comum pela qual os comerciantes europeus negociavam com os chineses era porque, como vários tipos de metais preciosos tinham preços diferentes em todo o mundo, o preço do ouro era muito mais baixo na China do que na Europa.  Enquanto isso, os comerciantes chineses usavam moedas de liga de cobre para comprar prata dos europeus e japoneses durante este período.  
As moedas de prata circulavam amplamente nas províncias costeiras da China e a forma mais importante de prata eram as moedas de prata estrangeiras que circulavam na China e eram conhecidas por muitos nomes diferentes, muitas vezes dependendo das imagens nelas representadas.  De acordo com o livro Dong-Xiyang Kao (東西洋考) de 1618, um capítulo sobre os produtos locais da ilha de Lução nas Índias Orientais Espanholas (Filipinas) menciona que observadores chineses testemunharam uma moeda de prata que veio da Nova Espanha (México), enquanto outros observadores chineses alegariam que ela veio da Espanha.  Esses dólares de prata vieram da parte norte-americana da Nova Espanha para as Filipinas através dos galeões de Manila no comércio de galeões Manila-Acapulco e foram trazidos para Quanzhou, Zhangzhou, Guangzhou, Macau, Xiamen e Ningbo por comerciantes chineses. 
O comércio com o Reino de Portugal começou após a ocupação portuguesa de Macau em 1557 e duas décadas depois o comércio com Castela foi estabelecido; o comércio com a República Holandesa começou em 1604 com a ocupação das ilhas Penghu, e com o Reino da Grã-Bretanha em 1729. No final do século XVIII, a China também negociava com os recém-criados Estados Unidos da América.  Apesar dos comerciantes chineses valorizarem tanto as moedas de prata estrangeiras (銀元) como os lingotes de prata chineses (銀兩) com base no seu conteúdo de prata, o governo da dinastia Qing ainda impôs a opinião de que as moedas de prata originárias de países estrangeiros eram de alguma forma de valor inferior às moedas chinesas.  No entanto, os mercados privados chineses não partilhavam esta opinião com o governo imperial Qing, uma vez que as populações das províncias costeiras (e de Guangdong em particular) tinham as moedas de prata estrangeiras em alta estima devido a várias vantagens, como os seus valores nominais fixos e a sua pureza consistentemente fiável do seu teor de prata, o que as tornava utilizáveis para transacções sem terem de passar por um processo de análise ou pesagem, como é esperado das moedas.  
No ano de 1814, o valor de mercado de 1 moeda estrangeira de prata em Guangzhou nunca foi inferior a 723 moedas chinesas, enquanto em outras províncias como Jiangsu e Zhejiang elas valiam ainda mais de oitocentas moedas, ou moedas estrangeiras de prata podiam ser negociadas por 0,73 tael de prata cada.    Nas décadas seguintes, a taxa de câmbio só aumentaria e uma única moeda de prata estrangeira valeria entre 1.500 e 1.900 moedas chinesas. Por esse motivo, as autoridades chinesas, durante esse período, frequentemente levantavam a proposta de proibir a circulação de moedas de prata estrangeiras em território chinês, sob a suspeita de que a "boa" prata chinesa ia para mercados estrangeiros, enquanto as moedas de prata estrangeiras "inferiores" faziam com que os mercados do sul da China inundassem. Houve provas de que a dinastia Qing sofreu de facto uma perda líquida de 11% ao converter prata chinesa em prata estrangeira.  Durante o período inicial do século XIX, a administração imperial chinesa suspeitou que mais prata estava sendo exportada do que importada, fazendo com que os chineses desenvolvessem lentamente um déficit de prata à medida que a balança comercial caía no lado negativo do espectro para a dinastia Qing.  No entanto, como o governo da dinastia Qing nunca recolheu nem compilou quaisquer estatísticas sobre o comércio privado de prata, é muito difícil gerar números concretos e precisos sobre estas alegações.  Segundo Hosea Ballou Morse, o ponto de viragem da balança comercial chinesa ocorreu no ano de 1826, ano em que a balança comercial alegadamente caiu de um saldo positivo de 1.300.000 pesos para um negativo de 2.100.000 pesos.  
De acordo com o memorial do governador de Fujian, L. Tsiuen-Sun, publicado em 7 de novembro de 1855, observa-se que o governador testemunhou que as moedas de prata estrangeiras que circulavam em Jiangnan eram tidas em grande estima pela população local e que a mais excelente dessas moedas pesava 7 Mace e 2 Candareens, enquanto seu conteúdo de prata era de apenas 6 Mace e 5 Candareens.  Ele também observou que essas moedas eram muito utilizadas em Fujian e Guangdong e que mesmo as mais desfiguradas e mutiladas dessas moedas eram valorizadas em pé de igualdade com as sycees chinesas. Na verdade, ele observou que todos que possuíam uma sycee as trocavam por moedas de prata estrangeiras conhecidas como Fanbing (番餅, "bolos estrangeiros") devido aos seus pesos e tamanhos padrão.  Enquanto isso, o governador observou que nas províncias de Zhejiang e Jiangsu esses dólares picados não circularam tanto em favor de uma moeda que ele chama de "dinheiro brilhante". Originalmente, um dólar valia mais de sete Mace; o valor aumentou gradualmente ao longo do tempo para oito Mace e, em 1855, ultrapassou nove Mace. 

### Comércio pré-Qing
Entre os séculos XVI e XVIII, uma grande quantidade de moedas de prata estrangeiras chegou à dinastia Qing.  Durante os primeiros anos do comércio sino-portugues no porto de Macau, os mercadores do Reino de Portugal compravam anualmente dois milhões de taéis em mercadorias chinesas, além disso, os portugueses enviavam cerca de 41 milhões de taéis (ou 1,65 milhões de quilos) de prata do Japão para a China até o ano de 1638.  Um século antes, no ano de 1567, foi inaugurado o porto comercial espanhol na cidade de Manila, nas Filipinas, como parte do império colonial espanhol, que até a queda da dinastia Ming trouxe mais de quarenta milhões de taéis Kuping de prata para a China, com as importações chinesas anuais totalizando 53.000.000 de pesos (cada peso custando 8 reais) ou 300.000 taéis Kuping.  Durante a dinastia Ming, o junco chinês médio que fazia a viagem das Índias Orientais espanholas para a cidade de Cantão levava consigo oitenta mil pesos, um número que aumentou durante a dinastia Qing, pois até meados do século XVIII o volume de pesos espanhóis importados aumentou para 235.370.000 (ou 169.460.000 Kuping Tael).  Os espanhóis mencionam que cerca de 12.000.000 de pesos foram enviados de Acapulco para Manila no ano de 1597 como parte do Comércio de Galeões Manila-Acapulco, enquanto em outros anos esse valor geralmente girava entre um e quatro milhões de pesos. Os japoneses forneceram 11.250 quilos de prata à China por meio de comerciantes em comércio direto anualmente antes do ano de 1600, depois que a política Sakoku foi promulgada pelo Xogunato Tokugawa no ano de 1633, apenas 350 navios comerciais japoneses navegaram para a China, no entanto, cada um desses navios tinha mais de mil toneladas de prata.  

### Moedas de prata estrangeiras
Lista de nomes usados para moedas de prata estrangeiras durante o reinado da dinastia Qing:  
| Nome                       | Chinês Tradicional | Chinês Simplificado | Tradução literal                                           | Moeda estrangeira                                                 |
| -------------------------- | ------------------ | ------------------- | ---------------------------------------------------------- | ----------------------------------------------------------------- |
| Maqian Majian              | 馬錢 馬劍          | 马钱 马剑           | "Dinheiro de cavalo" "Cavalo e espada [dinheiro]"          | Ducado holandês                                                   |
| Shangqiu Shuangzhu Zhuyang | 雙球 雙柱 柱洋     | 双球 双柱 柱洋      | "Bola dupla [dólar]" "Pilar duplo [dólar]" "Pilar dólar"   | Dólares espanhóis emitidos sob o rei Filipe V e o rei Fernando VI |
| Benyang Fotouyang          | 本洋 佛頭洋        | 本洋 佛头洋         | "Dólar principal" "Dólar com cabeça de Buda"               | Dólar espanhol Carolus                                            |
| Sangong                    | 三工               | 三工                | "Três gongos"                                              | Dólares espanhóis produzidos sob o rei Carlos III                 |
| Sigong                     | 四工               | 四工                | "Quatro gongos"                                            | Dólares espanhóis produzidos sob o rei Carlos IV                  |
| Huabianqian                | 花邊錢             | 花边钱              | "Dinheiro com borda decorada"                              | Dólares Carolus espanhóis produzidos após 1732                    |
| Yingyang                   | 鷹洋 英洋          | 鹰洋 英洋           | "Moeda de águia" "Dólar Inglês"                            | Peso mexicano                                                     |
| Shiziqian                  | 十字錢             | 十字钱              | "Dinheiro com Cruz"                                        | Real português                                                    |
| Daji Xiaoji                | 大髻 小髻          | 大髻 小髻           | "Cachos grandes" "Cachos pequenos"                         | Dólar espanhol                                                    |
| Pengtou                    | 蓬頭               | 蓬头                | "Cabelo solto"                                             | Dólar dos Estados Unidos Dólar comercial dos Estados Unidos       |
| Bianfu                     | 蝙蝠               | 蝙蝠                | "Morcego"                                                  | Peso mexicano ou Dólar dos Estados Unidos                         |
| Zhanrenyang Zhangyang      | 站人洋 仗洋        | 站人洋 仗洋         | "Dólar de pessoa em pé" "Dólar de armas"                   | Dólar britânico                                                   |
| Longyang Longfan Longyin   | 龍洋 龍番 龍銀     | 龙洋 龙番 龙银      | "Dólar dragão" "Dragão estrangeiro [dólar]" "Prata dragão" | Dragão de Prata                                                   |

### Dólares espanhóis e pesos mexicanos das Filipinas
A principal moeda estrangeira de prata na história chinesa foi a peça espanhola de oito (ou 8 reais, comumente chamada de peso ou dólar), que entrou originalmente em circulação por meio do comércio com Manila, nas Filipinas, para as cidades de Quanzhou, Zhangzhou, Xiamen, em Fujian, e Guangzhou e Macau, em Guangdong. As Filipinas, como parte das Índias Orientais Espanholas, exportavam e eram abastecidas através do Comércio de Galeões Manila-Acapulco com o Vice-Reino da Nova Espanha (México), tudo como parte do império colonial espanhol. Era popularmente conhecida em inglês como dólar espanhol, porém para os chineses esta moeda era popularmente conhecida como bola dupla (雙球) porque seu anverso representava dois hemisférios diferentes do globo com base no Tratado de Tordesilhas de 1494 que dividiu o mundo entre a Coroa de Castela e o Reino de Portugal e os Algarves. 
As moedas de prata "bola dupla" foram emitidas sob os reinados do Rei Filipe V e do Rei Fernando VI entre os anos de 1700 e 1759 e foram cunhadas no Vice-Reino da Nova Espanha (México), que era representado pela marca da casa da moeda "Mo" ("M[exic]o") e apresentava textos em latim como "VTRAQUE VNUM" ("ambos [os hemisférios] são um [império]") e "HISPAN·ET·IND·REX" ("rei da Espanha e das Índias") precedidos pelo nome do monarca reinante.  Os globos desses primeiros dólares espanhóis eram ladeados por dois pilares coroados (representando os Pilares de Hércules), esses pilares eram entrelaçados com faixas em forma de S (que também é a origem do símbolo do peso, $). 
Sob o reinado do rei Carlos III, o desenho foi alterado e os pilares foram movidos para o reverso da moeda, enquanto o brasão espanhol foi substituído por um retrato do monarca reinante, por isso essas moedas eram conhecidas como "dólares Carolus" ou columnarius ("com colunas") no Ocidente,  enquanto os chineses se referiam a elas como Zhuyan (柱洋, "dólar pilar"). Além disso, em alguns dólares Carolus foi encontrada a inscrição "PLVS VLTRA".   Os dólares espanhóis Carolus sempre tiveram um peso padrão de 27,468 gramas, enquanto seu teor de prata foi reduzido de 0,93955 para uma pureza de apenas 0,902. A partir do ano de 1732, essas moedas foram fabricadas na Cidade do México e em outras partes da América Espanhola.  Os retratos dos reis Carlos III e Carlos IV (com o "IV" escrito como "IIII") foram apresentados nessas moedas, os chineses se referiam ao numeral latino "I" como "工", fazendo com que as moedas de prata de Carlos III fossem conhecidas como Sangong (三工), enquanto aquelas produzidas sob o reinado de Carlos IV eram conhecidas como moedas Sigong (四工). 
Além disso, a representação do monarca espanhol reinante inspirou o povo chinês a se referir a esses dólares Carolus como Fotou Yang (佛頭洋, "dólar com cabeça de Buda").  O dólar Carolus veio nas denominações de ½ real, 1 real, 2 reais, 4 reais e 8 reais, dos quais a denominação mais alta tinha um diâmetro de quarenta milímetros e uma espessura de 2,5 milímetros.  Todos os dólares Carolus emitidos durante o reinado de Carlos III na China foram produzidos no ano de 1790, enquanto aqueles emitidos durante o reinado de Carlos IV datam todos de 1804 em diante.  
No câmbio diário, os chineses avaliavam os 8 reais de dólares Carolus em 0,73 Kuping Tael e era uma das formas de troca mais importantes, o Tratado de Nanquim que pôs fim à Primeira Guerra do Ópio teve seus pagamentos medidos em dólares Carolus espanhóis.  De acordo com estimativas da Companhia Britânica das Índias Orientais, a dinastia Qing importou 68.000.000 de taéis em moedas de prata estrangeiras entre os anos de 1681 e 1833, o que eleva as importações da China a mais de 100.000.000 de moedas de prata estrangeiras, sendo a maior parte delas dólares Carolus espanhóis produzidos na América espanhola que entraram na China por meio do comércio.  
A preferência chinesa pelos antigos dólares espanhóis Carolus em relação às novas moedas de prata europeias, o real mexicano, o real peruano (mais tarde o sol peruano ) e o sol boliviano (mais tarde o boliviano boliviano) foi considerada "injustificada" por muitas potências estrangeiras. Foram necessárias as intervenções diplomáticas combinadas do Reino Unido, França e Estados Unidos para levar a uma proclamação do superintendente de alfândega de Xangai, Chaou, para emitir um decreto datado de 23 de julho de 1855, ordenando a circulação geral de todas as moedas de prata estrangeiras, fossem elas moedas novas ou antigas.  Uma das razões pelas quais a circulação de outras moedas de prata além dos dólares espanhóis Carolus é porque o governo espanhol há muito tempo interrompeu a produção dessas moedas, já que as guerras de independência hispano-americanas as isolaram da maioria de suas colônias, isso teve o efeito de que, embora nenhum novo dólar espanhol Carolus estivesse sendo produzido, muitos comerciantes chineses começaram a exigir mais dinheiro por elas, pois essas moedas começaram a desaparecer lenta, mas gradualmente, do mercado chinês.  À medida que muitas nações estrangeiras começaram a negociar com a China, os chineses consideraram essas moedas não espanholas como "novas moedas" e muitas vezes as descontaram de 20 a 30 por cento devido à suspeita de que tinham um teor de prata menor do que os dólares Carolus espanhóis. 
Após a declaração da independência mexicana, o Império Mexicano começou a emitir pesos de prata com seu brasão, essas moedas de prata foram trazidas para a China a partir de 1854 e eram conhecidas pelos chineses como "moedas de águia" (鷹洋), embora tenham sido comumente chamadas incorretamente de "dólares ingleses" (英洋) porque foram trazidas principalmente para a China por comerciantes ingleses.   As denominações dessas moedas permaneceram as mesmas dos dólares espanhóis anteriores, mas a unidade monetária "real" foi substituída por "peso".  
Inicialmente, o mercado chinês não respondeu positivamente a essa mudança de design e aceitou os pesos mexicanos a uma taxa menor do que os dólares espanhóis Carolus devido ao medo de que pudessem ter um menor teor de prata, mas depois que os membros da alfândega de Xangai foram convidados a ver o processo de fabricação do peso mexicano pela comunidade mercantil estrangeira, eles concluíram que essas novas moedas eram de igual qualidade e pureza aos antigos dólares espanhóis Carolus e decretaram que, após o próximo ano novo chinês, os comerciantes chineses em Xangai não poderiam exigir um prêmio em transações feitas em pesos mexicanos e que todas as moedas estrangeiras teriam que ser julgadas por seu valor intrínseco e não pelo fato de ser um dólar espanhol Carolus ou não, a razão pela qual este decreto foi aprovado foi devido à desonestidade generalizada entre os comerciantes chineses que cobravam a mais nas transações pagas em pesos mexicanos, alegando que apenas os dólares espanhóis Carolus eram confiáveis.  Este pedido foi também transmitido a todos os governadores das províncias costeiras, no entanto, apesar da pressão das autoridades chinesas da dinastia Qing para trazer a paridade fiscal entre o dólar espanhol Carolus e o peso mexicano, o povo chinês ainda tinha grande estima pelo primeiro e os preconceitos a favor dos dólares espanhóis Carolus não cessaram. 
No 26º dia do 1º mês do ano Xianfeng 6 (2 de março de 1856), o Taoutae (ou mais alto oficial civil) de Luzhou-fu, Longjiang-fu e Taichangzhou, que também atuou como Comissário de Finanças em exercício para Luzhou-fu, assim como outros lugares em Jiangnan, emitiu uma proclamação condenando a prática de descontar o valor de bons dólares espanhóis e tornando ilegal fazê-lo. Taoutae Yang citou que havia corretores de ações astutos que estavam criando uma série de apelidos inteligentes que davam aos dólares Carolus espanhóis por interesse próprio para tentar desvalorizar certas moedas e descontá-las pesadamente.  Algum tempo depois da proclamação, esses traficantes deixaram de temer a lei e continuaram a sua prática. 
Foi notável que certos tipos de dólares espanhóis conhecidos como o "dólar misturado com cobre", o "dólar incrustado com chumbo", o "dólar leve" e o "dólar Foochoow" foram particularmente visados por esta proclamação, pois eram percebidos como sendo intrinsecamente de menor valor, de acordo com Eduard Kann em seu livro The Currencies of China, ele relata no Apêndice IV: "Uma característica da moeda Foochow é o dólar picado, ou melhor, o escavado, o raspado, o cortado, o perfurado.  Este mau tratamento muitas vezes oblitera todos os vestígios das marcações originais, algumas assumindo a forma e a aparência de um cogumelo sofrendo de varíola. É óbvio que tais moedas devem passar pelo peso ..." 
O Taoutae argumentou que os cambistas usaram truques absurdos na tentativa de encontrar uma falha no dólar espanhol, enquanto ele argumentou que essas moedas não eram mais leves nem pareciam inferiores em qualidade quando seguradas.  Os Taoutae argumentaram que os numerosos cortes que apresentavam são prova do facto de terem sido rigorosamente verificados e verificados por várias autoridades chinesas durante um longo período de tempo e que o corte destes dólares espanhóis não os influenciou negativamente de forma alguma.  Os cambistas que se dedicavam ilegalmente à desvalorização e à depreciação dos dólares espanhóis, atribuindo-lhes estas alcunhas em Jiangnan, eram colocados numa canga.  Uma lei semelhante também foi aprovada pela província de Zhejiang e os funcionários do governo que auxiliassem esses lojistas desonestos também estavam sujeitos a punição se fossem descobertos. 

### Outras moedas de prata estrangeiras
Os ducados de prata da República das Sete Províncias Unidas dos Países Baixos eram conhecidos como Maqian (馬錢) ou Majian (馬劍) pelos chineses e estima-se que entre os anos de 1725 e 1756 os navios dos Países Baixos compraram mercadorias da Canon por 3,6 milhões de taéis em prata, mas entre os anos de 1756 e 1794 isso foi de apenas 82.697 taéis.  No final do século XVIII, os ducados de prata holandeses circulavam principalmente nas províncias costeiras de Guangdong e Fujian.  O menor dos ducados holandeses tinha um peso de 0,867 Kuping Tael.  O real português começou a circular nas províncias do sul da China durante a última parte do século XVIII e foi apelidado de Shiqiqian (十字錢) pelos comerciantes chineses contemporâneos.  As denominações do cruzado português naquela época eram 50 réis, 60 réis, 100 réis, 120 réis, 240 réis e 480 réis com a moeda maior pesando apenas 0,56 Kuping Tael.   As moedas de prata do iene japonês foram introduzidas pela primeira vez no ano de 1870 e circularam nas províncias orientais da dinastia Qing, eram conhecidas localmente como Longyang (龍洋, "dólares de dragão") ou Longpan (龍番) porque apresentavam um grande dragão e traziam a inscrição Kanji Dai Nippon (大日本).  Essas moedas japonesas eram dominadas pelo iene (圓) e mais tarde serviriam de modelo para as moedas de prata chinesas produzidas no final do período Qing.  
Antes do início da Primeira Guerra do Ópio, cerca de uma dúzia de tipos diferentes de moedas de prata estrangeiras circulavam na China, entre elas uma pequena quantidade de moedas de escudo de prata francesas, no entanto, os dólares Carolus espanhóis eram de longe os mais numerosos, pois várias empresas comerciais, como a Companhia Britânica das Índias Orientais, compravam produtos chineses, como chá, com eles, já que todas as outras moedas estrangeiras eram proibidas pelos Qing como meio de aceitar pagamento por chá.  No ano de 1866, uma nova casa da moeda foi aberta em Hong Kong, na Grã-Bretanha, e o governo britânico iniciou a produção do dólar de prata de Hong Kong (香港銀圓), que apresentava um retrato da monarca britânica reinante, a Rainha Vitória  Como esses dólares de Hong Kong não tinham um teor de prata tão alto quanto o peso mexicano, essas moedas de prata foram rejeitadas pelos comerciantes chineses e tiveram que ser desmonetizadas apenas sete anos após sua introdução. 
Os Estados Unidos criaram em 1873 o dólar comercial americano, conhecido pelos chineses como Maoyi Yinyuan (貿易銀元), moeda especialmente projetada para uso no comércio com a dinastia Qing.  No entanto, como o seu teor de prata era inferior ao do peso mexicano, sofreu o mesmo destino do dólar de Hong Kong e foi descontinuado 14 anos após a sua introdução.   Posteriormente, outra moeda britânica de prata foi introduzida inspirada no dólar comercial americano que ficou conhecido como dólar britânico ou dólar comercial britânico, essas moedas apresentavam a inscrição "Um dólar" (em inglês, chinês e malaio) e tinham o retrato da personificação feminina do Reino Unido Britannia nelas, essas moedas de prata foram introduzidas no ano de 1895 e eram chamadas de Zhanrenyang (站人洋) ou Zhangyang (仗洋) pelos chineses.  